# Urartu
Vous lisez un « bon article » labellisé en 2012.
Sauf précision contraire, les dates de cet article sont sous-entendues « avant l'ère commune », c'est-à-dire « avant Jésus-Christ ».
Vers 860 – 590 av. J.-C.
Entités précédentes :
- Nairi

Entités suivantes :
- Royaume mède

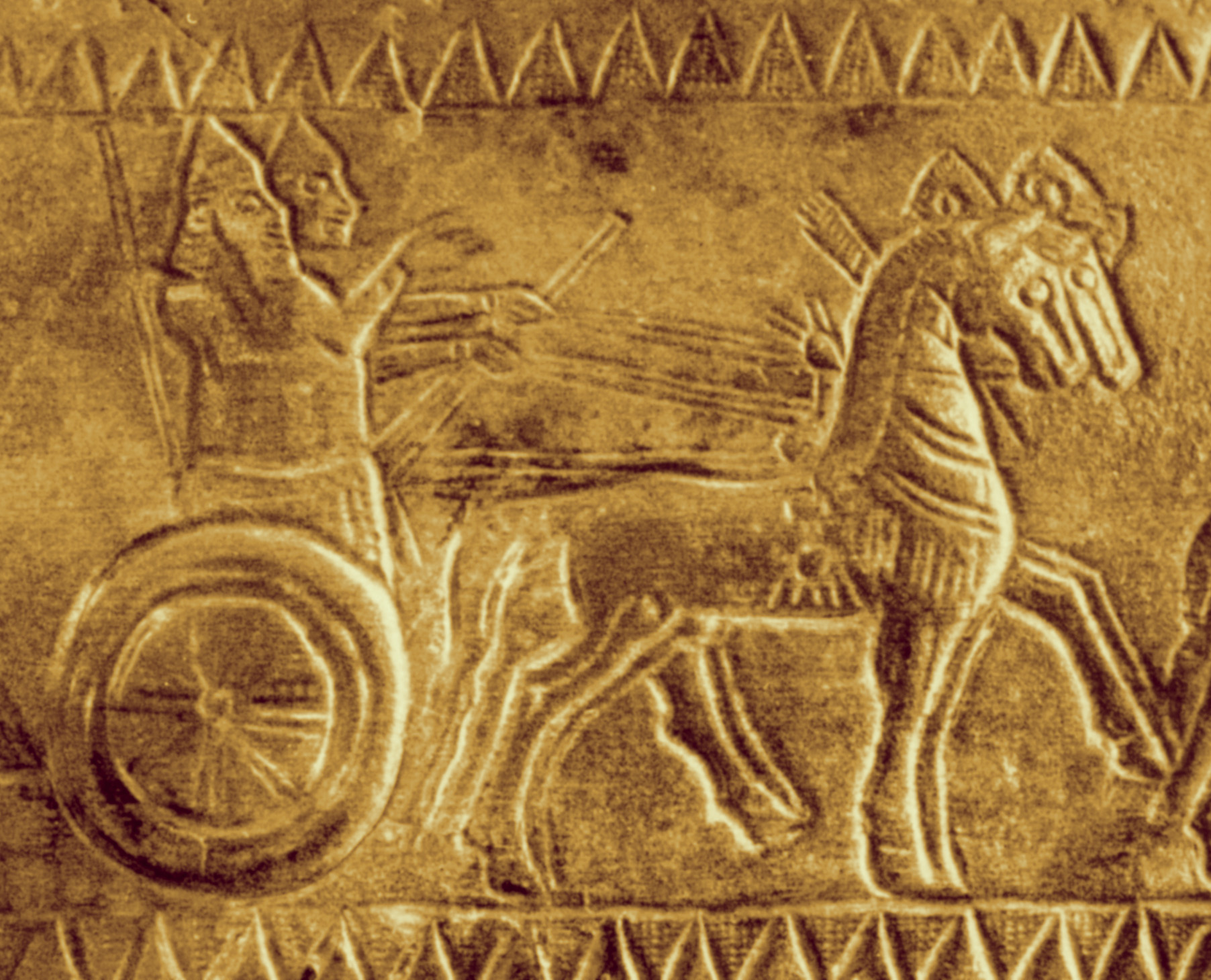
Représentation du roi urartéen Sarduri II sur un char.

L'Urartu ou Ourartou (en arménien : Ուրարտու) est un royaume constitué vers le IXe siècle av. J.-C. sur le haut-plateau arménien, autour du lac de Van (actuelle Turquie orientale).
À son apogée au milieu du VIIIe siècle, son territoire s'étend également sur les pays voisins : Arménie autour du lac Sevan, nord-ouest de l'Iran autour du lac d'Ourmia, nord de la Syrie et de l'Irak, voire le sud de la Géorgie. Le terme « Urartu » servait à désigner cet État dans les sources de l'Assyrie, son grand adversaire. Sur leurs inscriptions dans leur propre langue, ses rois parlaient de Biaineli. Ce royaume et sa culture disparaissent dans le courant de la première moitié du VIe siècle av. J.-C. dans des conditions inconnues, laissant la place aux Arméniens.
L'Urartu a d'abord été connu par les sources écrites provenant de l'Assyrie, royaume qui est son principal adversaire au sud de son territoire (du Xe au VIIIe siècle av. J.-C.). Cela a permis de situer les rois urartéens dans la chronologie de l'histoire du Proche-Orient ancien. L'exploration des territoires qu'ils ont dominés a permis la redécouverte de plusieurs de leurs inscriptions. Les fouilles régulières et les découvertes clandestines faites sur de nombreux sites urartéens ont permis de mieux connaître l'organisation de ce royaume et sa culture, même si les connaissances restent encore essentiellement limitées aux manifestations de son administration et de ses élites. Cela a révélé un État qui a certes été marqué par l'influence assyrienne, mais a aussi développé de forts caractères propres, qui se voient notamment dans la réalisation de vastes forteresses servant de centres administratifs, ou encore la mise au point d'une métallurgie du bronze d'une qualité remarquable.

## La redécouverte de l'Urartu

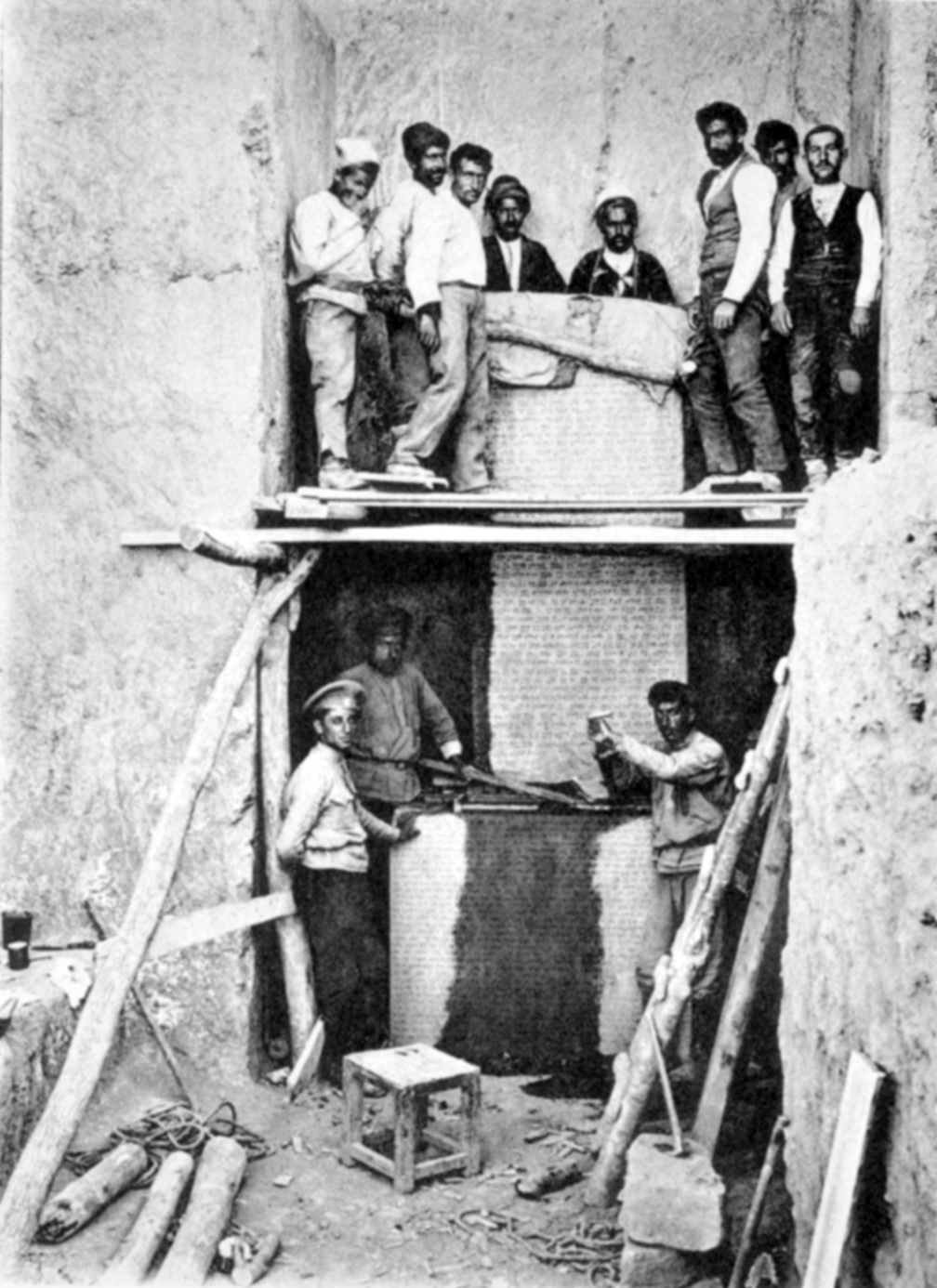
La découverte des « Annales » de Sarduri Ier par une expédition russe en 1916.

Le souvenir du royaume d'Urartu se perdit après sa chute et celle de son rival, l'Assyrie, entre la fin du VIIe et le début du VIe siècle av. J.-C. Les auteurs grecs antiques ne le mentionnent pas, et la Bible ne conserve guère que la trace de son nom, par celui du mont Ararat. Les ruines des forteresses urartéennes des abords du lac de Van ont été repérées par des voyageurs occidentaux au XIXe siècle, mais ils les attribuaient aux Assyriens, notamment à la reine légendaire Sémiramis, à la suite des écrits de l'historien arménien médiéval Moïse de Khorène. Friedrich Eduard Schulz, archéologue allemand dépêché sur place par la Société asiatique de Paris, releva plusieurs inscriptions royales urartéennes qui furent publiées en 1840. Elles purent être attribuées quelques années plus tard au roi Menua, après les débuts de la traduction du cunéiforme à la suite des découvertes des capitales assyriennes. Des objets urartéens parvinrent ensuite au musée d'Istanbul ou à celui de Saint-Pétersbourg, puis à d'autres en Europe de l'Ouest. Ils étaient issus de fouilles clandestines et encore attribués aux Assyriens, que l'on connaissait alors de mieux en mieux. Le nom de leur ennemi septentrional apparut dans plusieurs de leurs textes, et c'est alors que l'identification des occupants des sites du lac de Van devint claire. Hormuzd Rassam, chrétien irakien travaillant pour le British Museum, fouilla Toprakkale mais n'en ramena que quelques objets. En 1898, C. Lehmann-Haupt y vint à son tour, mais avec guère plus de succès. En 1916, une expédition russe découvrit sur le rocher de Van une stèle relatant les exploits de Sarduri Ier. À ce stade, l'exploration des ruines urartéennes suscite peu d'enthousiasme, et ce royaume reste connu avant tout par des sources extérieures, celles d'Assyrie.
L'essor des études urartéennes vient des archéologues soviétiques, qui remarquent dès avant 1940 la présence de sites antiques en Arménie. Le premier site qui fait l'objet de campagnes de fouilles de grande ampleur est Karmir Blur, l'antique Teishebani, mis au jour sous la direction de B. Piotrovski. Peu après, c'est au tour d'Arin Berd, l'antique Erebouni, ancêtre de l'actuelle Erevan, dans les faubourgs de laquelle elle se trouve. L'image du royaume urartéen se précise, et les publications des archéologues soviétiques incitent à de nouvelles recherches, tandis que les inscriptions des rois urartéens, qu'on qualifie parfois de « chaldaïques » ou « vanniques », sont de mieux en mieux comprises, notamment à la suite des travaux de J. Friedrich. Elles font l'objet d'une édition de référence par F. König entre 1955 et 1957, tandis que celle du col de Kelishin est enfin transcrite puis traduite après plus d'un siècle de tentatives infructueuses. Tout cela stimule de nouvelles recherches. Dans les années 1960, le site d'Armavir, toujours en Arménie, commence à être dégagé, tandis que les archéologues turcs, dirigés par T. Özgüç, fouillent le site d'Altintepe, repéré à la suite de la construction d'un chemin de fer en 1938, mais alors laissé de côté. Cet élan ne s'est pas tari depuis, avec l'ouverture de nouveaux chantiers en Turquie, en Arménie mais aussi en Iran, qui ont permis de mieux mesurer l'ampleur du royaume urartéen, alors que de nouvelles inscriptions royales sont découvertes et que la connaissance de l'urartéen progresse lentement, parallèlement à celle d'une langue voisine, le hourrite. Parmi les sites importants dégagés depuis les années 1970, on trouve Bastam en Iran, Ayanis sur les bords du lac de Van, ou encore Horom en Arménie.

## Histoire

### Les origines

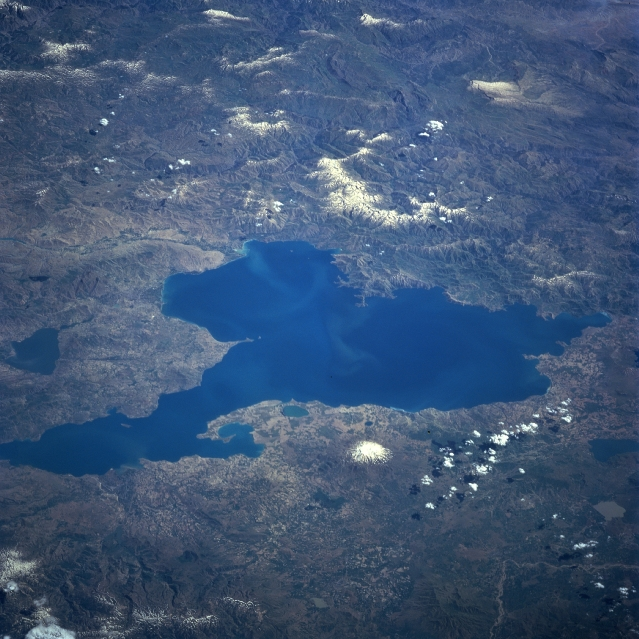
Photographie spatiale de la région du lac de Van (depuis le nord-ouest), cœur de l'Urartu.

Le peuple urartéen parle une langue appartenant au même groupe linguistique que celle des Hourrites, qui jouent un rôle important en Syrie et en Haute Mésopotamie au IIe millénaire av. J.-C. Leurs origines pourraient se retrouver parmi les cultures de Transcaucasie du courant du IVe millénaire av. J.-C. et du IIIe millénaire av. J.-C. (la culture kouro-araxe), qui s'étendent par la suite vers le sud. La séparation entre l'urartéen et le hourrite semble être récente et dater des environs de 2000 avant notre ère. La civilisation urartéenne telle qu'on la connaît par la suite prend naissance dans la seconde moitié du IIe millénaire av. J.-C. dans la région du lac de Van, mais les maigres traces archéologiques trouvées dans cette région pour cette période ne plaident pas en faveur d'un processus de centralisation politique à cette période. La société paraît rester à dominante pastorale, et non sédentaire.
Les informations sur la présence d'entités politiques dans la région du lac de Van apparaissent au XIIIe siècle av. J.-C. dans les sources du royaume d'Assyrie, qui domine la Haute Mésopotamie après avoir supplanté le Mittani, le grand royaume des Hourrites. Les inscriptions officielles des rois assyriens sont la principale source d'information pour l'histoire urartéenne à toutes les périodes. C'est sans doute la présence de ce puissant voisin au sud qui a stimulé le développement politique de l'Urartu, par effet d'influence et d'émulation. Dans les premiers temps, les rois assyriens arrivent dans la région alors qu'ils dirigent leurs troupes au-delà de la région du Haut Tigre, qu'ils ont déjà placée sous leur coupe, et cherchent à soumettre les entités politiques faibles et très divisées situées à l'ouest du lac de Van, sans doute dans le but de se diriger ensuite vers le Haut Euphrate (où se trouve le pays d'Isuwa, vassal de leurs rivaux les rois hittites). Salmanazar Ier (1275-1245 av. J.-C.) est le premier à évoquer une campagne contre huit pays de l'Uruatri. Son successeur Tukulti-Ninurta Ier (1244-1208 av. J.-C.) revient dans la même région, mais l'évoque sous le nom de « pays de Nairi », terme qui est encore attesté durant les siècles suivants. Il a parfois été avancé qu'il fallait aussi l'identifier au toponyme Nihriya, connu dès le XIXe siècle av. J.-C. et désignant au XIIIe siècle av. J.-C. l'entité politique ayant reçu l'appui du roi hittite Tudhaliya IV contre le roi assyrien, lequel y trouva l'opportunité d'infliger une humiliante défaite à son grand rival ; mais Nihriya semble situé plus au sud et n'aurait alors aucun lien avec Nairi. Quoi qu'il en soit, Teglath-Phalasar Ier (1114-1076 av. J.-C.) affronte dans sa troisième année de règne « 60 rois de Nairi », plutôt des sortes de chefs de tribus, le seul nommé étant Sieni du Daiaeni. Son successeur Assur-bel-kala évoque à son tour l'Uruatri, puis l'éclipse de la puissance assyrienne l'empêche de mener des expéditions au nord, privant d'informations sur la région de Van. Uratri et Nairi sont à nouveau évoqués sous le règne d'Adad-nerari II (911-891 av. J.-C.), puis le terme définitif Urartu apparaît sous celui d'Assurnazirpal II (883-859), toujours aux côtés de Nairi. La distinction entre Ur(u)atri/Urartu et Nairi et leur signification ne sont pas claires, ils peuvent aussi bien désigner des régions autour du lac de Van que des entités politiques,. Les rois d'Urartu reprennent ces termes dans leurs inscriptions en langue assyrienne, mais dans celles en urartéen ils parlent de Biaineli, qui signifierait « peuple du pays de Bia ».

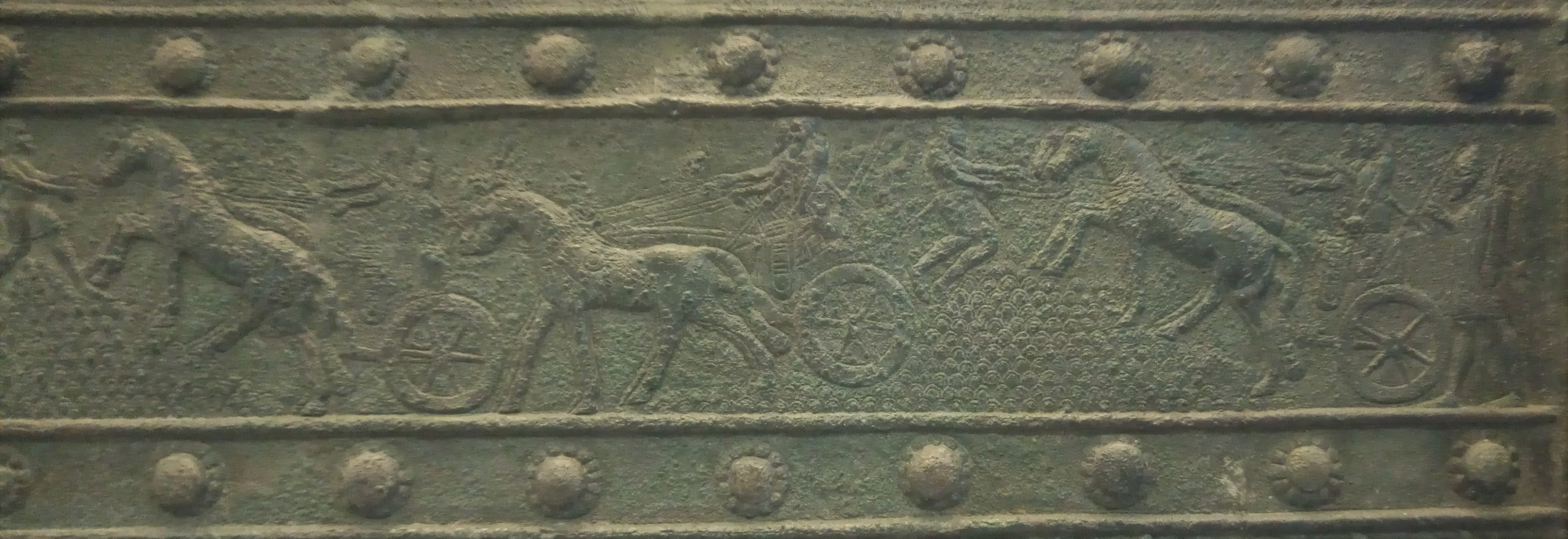
Troupes assyriennes dans les montagnes urartéennes, détail des portes de Balawat, règne de Salmanazar III. British Museum.

La formation du royaume urartéen s'accomplit donc dans la première moitié du IXe siècle av. J.-C., mais elle se fait dans des conditions obscures. Le processus semble s'achever sous le règne d'Arame d'Urartu que Salmanazar III (858-824 av. J.-C.) défait dans les premières années de son règne. L'expédition assyrienne s'achève par la prise de la capitale de celui-ci, Arzashkun, qui semble être le premier centre politique urartéen,. Il semble évident que l'affirmation d'une entité politique forte autour du lac de Van se fait en réaction aux entreprises assyriennes et est inspirée par celles-ci, faisant en quelque sorte de l'Urartu une création involontaire des Assyriens.
De fait, la majeure partie de l'histoire de l'Urartu est marquée par sa rivalité avec l'Assyrie, et l'influence assyrienne est prégnante dans de nombreux aspects de son organisation et de son idéologie politique, et plus largement de sa culture. Cet État mêle à ces influences assyriennes des originalités locales, en premier lieu le système de forteresses qui s'affirme rapidement comme le socle le soutenant. Pour P. Zimasky, la construction politique urartéenne semble plutôt imposée par le pouvoir royal installé sur les rives du lac de Van, qui est peut-être venu d'ailleurs (peut-être de la région de Musasir, d'où provient le dieu « national » Haldi) et installé récemment, à des populations locales qui ne parlent pas forcément l'urartéen, contrairement à l'opinion générale qui en fait la langue dominante des territoires couverts par ce royaume. En tout cas, il n'est pas écrit en dehors des sites liés au pouvoir royal. Cela expliquerait pourquoi cette langue apparaît et disparaît soudainement des sources avec le royaume urartéen, et suppose du point de vue méthodologique de repenser ce que sont les « Urartéens » en tant que peuple, et de faire de la construction politique (Biaineli) l'objet d'étude principal, plutôt qu'un peuple urartéen qui ne se définit jamais comme tel dans les sources.
Les études de paléogénétique montrent que la population située au centre du royaume d'Urartu près du lac de Van est similaire génétiquement à la population précédente de la région. Elle est caractérisée notamment par une proportion importante d'ascendance de fermiers du Levant et l'absence d'ascendance provenant des populations des steppes du nord de la mer Noire. Elle est également différente de la population voisine d'Arménie qui a moins d'ascendance levantine et une certaine proportion d'ascendance des steppes.

### La montée en puissance

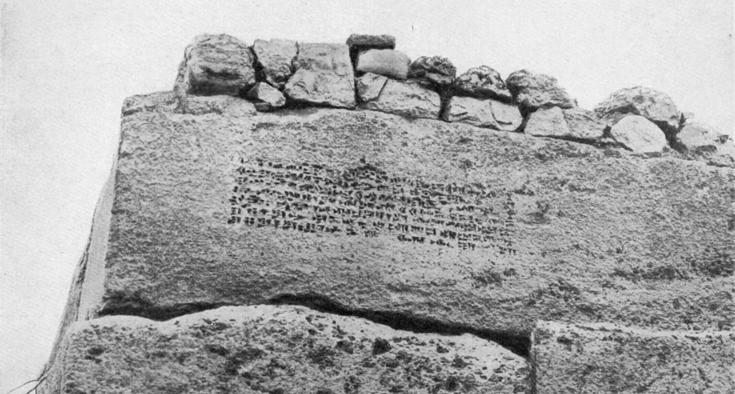
Inscription de Sarduri Ier, Tushpa.

C'est Sarduri Ier (v. 840/32-830/25 av. J.-C.), fils de Litupri (sans lien connu avec Arame), qui pose les bases de la future extension de son royaume malgré son court règne, en transférant sa capitale à Tushpa et en s'étendant sur la région environnante, devenant maître de la région du lac de Van. Il apparaît dans un texte assyrien du règne de Salmanazar III mentionnant un affrontement contre « Seduri l'Urartéen », qui fait représenter une campagne dans la région de Van sur les portes de Balawat. Il bâtit en tout cas son royaume en s'inspirant de son voisin méridional, puisqu'il est le premier roi urartéen à laisser un texte commémoratif en langue assyrienne connu par six exemplaires gravés sur les rochers de Tushpa, où il se proclame « grand roi, roi puissant, roi de la totalité (c'est-à-dire l'Univers) », ou plus sobrement « roi de Nairi »,.
Ishpuini (v. 830/25-810/05 av. J.-C.) est le grand artisan de l'expansion du royaume d'Urartu. Plusieurs de ses inscriptions, désormais écrites en urartéen et où il revêt le titre de « roi de Biaineli », ont été retrouvées en différents lieux du territoire qu'il domine. Il associe son fils Menua à son trône vers 820. Il étend notamment son territoire vers l'est en direction du plateau iranien et de ses voies commerciales importantes pour les échanges de matières premières (métaux, pierres). La région du lac d'Ourmia (notamment le pays de Parsua) est soumise. C'est sans doute de cette époque que date la destruction du niveau IV du site principal du sud de cette région, Hasanlu (dont le nom antique est peut-être Meshta). L'autre grand fait de son règne est la conquête de la région de Musasir, au sud, dont le roi devient un vassal de l'Urartu. Il s'agit d'une importante ville sainte de la région, résidence du dieu Haldi, qui devient alors le dieu souverain du royaume, comme le montre aussi l'inscription de Meher Kapisi, près de Tushpa, décrivant les offrandes octroyées par Ishpuini et Menua aux grands dieux du pays, en premier lieu Haldi. L'inscription de la stèle de Kaleshin, retrouvée sur un col du Zagros sur l'ancienne route entre Tushpa et Musasir, commémore le voyage cultuel des deux personnages vers la ville sainte (où le prince héritier est intronisé). L'organisation du royaume autour de ce type de forteresses, lieux de stationnement de troupes, d'échanges et d'entrepôts importants, se dessine à cette période. Suivant une de ses inscriptions, Ishpuini peut alors mobiliser 100 chars, 10 000 cavaliers et 23 000 fantassins : l'Urartu devient une puissance militaire importante. Les Assyriens mènent plusieurs campagnes vers le plateau Iranien, sans doute pour couper son influence, mais sans succès,. À compter de cette période, les États servant de tampon entre l'Urartu et l'Assyrie, en particulier Musasir, Kumme et Shubria, sont pris dans la rivalité entre les deux, qui pèse totalement sur leur destin politique et cause à terme la perte de plusieurs d'entre eux.
Menua, qui règne seul d'environ 810/805 à 788/6 av. J.-C., poursuit l'expansion du royaume. Ses inscriptions se retrouvent sur un territoire encore plus étendu que celui de son père. Il étend son influence vers l'ouest, puisqu'il domine plusieurs royaumes du Haut Euphrate, dont l'Alzi, et Melid (l'actuelle Malatya). Plus au nord, il prend possession de la vallée de la Murat Sou, puis commence à imposer la puissance urartéenne dans la riche vallée de l'Araxe au nord. Les règnes d'Ishpuini et de Menua marquent un grand changement pour l'Urartu, qui devient un royaume puissant. C'est à cette époque que le panthéon du royaume s'établit. Les souverains commencent aussi à entreprendre de grand travaux, dont le canal de Menua, encore existant de nos jours, qui amène de l'eau depuis le sud du lac de Van vers Tushpa sur plus de 50 km. Menua est un grand bâtisseur : il construit ou répare des forteresses et embellit divers temples.

### L'apogée

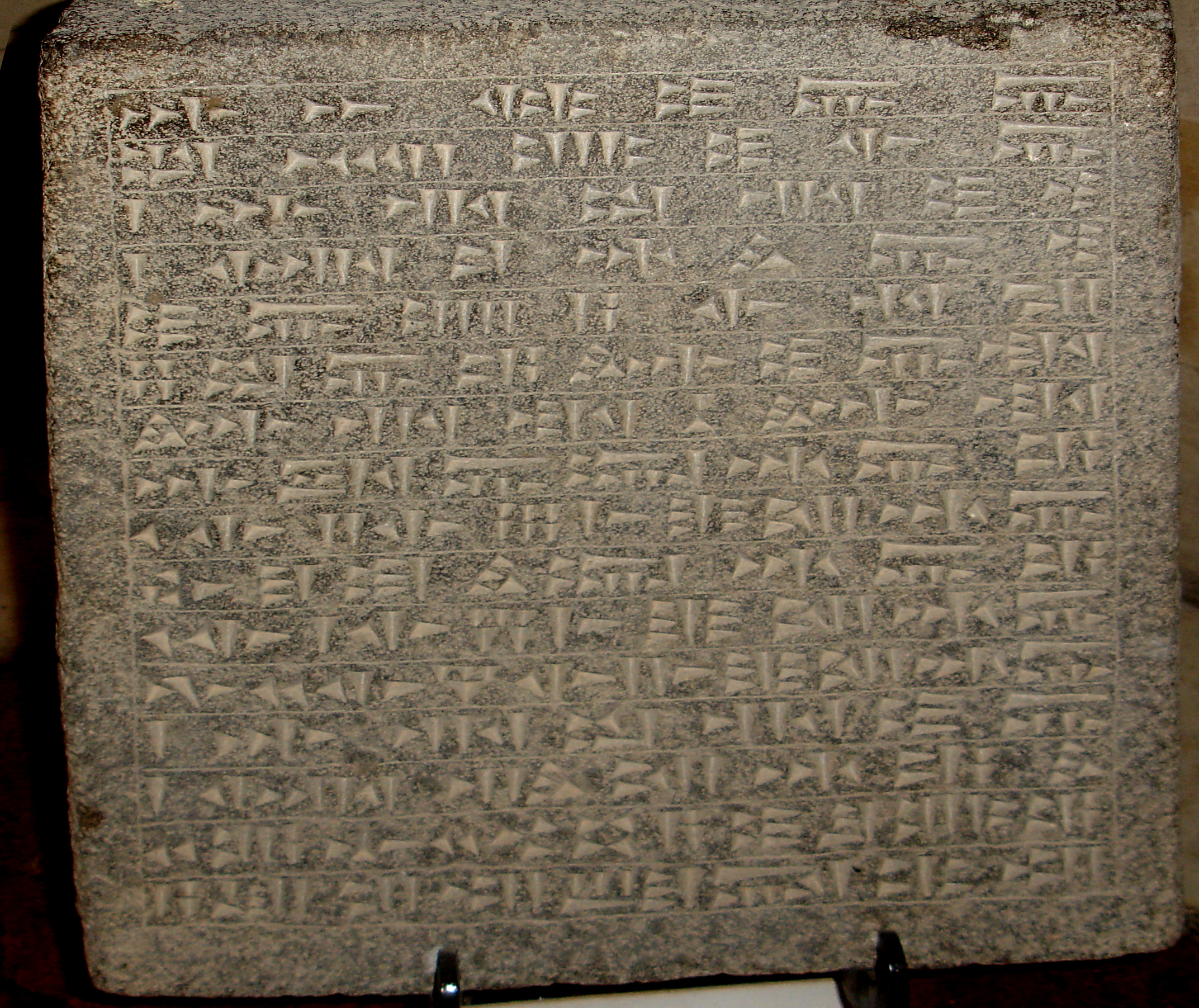
Inscription de Sarduri II en urartéen, musée Erebouni.

En foncé : extension approximative de l'Urartu au et dans la première moitié du En clair : extension approximative des zones sous influence urartéenne vers 750 av. J.-C.

Argishti Ier (v. 787/6-766/4 av. J.-C.) s'avère également un redoutable chef militaire et relate ses exploits dans un texte de type annalistique, comme le font ses homologues assyriens, sauf qu'il le fait graver sur un rocher de Van. Il continue la poussée vers le nord, en direction du Caucase, et s'empare totalement de la riche vallée de l'Araxe, où il fonde la forteresse d'Erebouni. Il fonde d'autres villes destinées à servir de relais commerciaux entre les régions riches en minéraux du nord de l'Anatolie et les cités du lac de Van, notamment dans la vallée de l'Araxe. Il combat aussi vers l'ouest, en Mélitène, puis au Tabal, où il substitue son influence à celle de l'Assyrie, qui traverse alors une période difficile. Plusieurs autres de ces campagnes le mènent dans la région du lac d'Orumieh, face aux Mannéens et au Parsua. Ces campagnes semblent brutales, puisque les Annales d'Argishti relatent des destructions, des pillages et des déportations de populations, notamment depuis la Syrie du Nord vers l'Araxe pour peupler les régions nouvellement mises en valeur :

« Argishti parle : J'ai détruit le pays de la ville de Kikhuni, localisée sur les rives du lac. Je suis allé à la ville d'Alishtu ; j'ai emporté hommes et femmes (de cet endroit). Pour la grandeur de Haldi, Argishti, fils de Menua, parle : J'ai construit la ville d'Erebuni pour la puissance du pays de Biaineli (et) pour la pacification des pays ennemis. Le pays était sauvage (?), rien n'y avait été construit (auparavant). […] J'y ai établi 6 600 guerriers des pays de Hatti et Tsupani [et] Supani. »

— Annales d'Argishti.
Le général Shamshi-ilu, principale personnalité assyrienne de l'époque, mène six campagnes face à l'Urartu. Ce dernier semble pénétrer surtout vers l'est en direction d'Arrapha mais ne menace pas le cœur de l'Assyrie.
L'Urartu continue son ascension sous le règne de Sarduri II (v. 766/4-735/2 av. J.-C.). La liste des conquêtes de son règne indique qu'il soumet le pays de Qulhi, qui correspond peut-être à la Colchide, ce qui indique une extension vers le nord jusqu'à la mer Noire. Mais bien mieux connues sont ses expéditions visant à s'emparer de régions situées au nord-est de la Syrie, dans la vallée du haut Euphrate, donc en plein dans la zone vassale de l'Assyrie. Il soumet Melid et Kummuh(u) (la Commagène), qui lui versent un tribut, ce qui lui permet de couper la route amenant des métaux à l'Assyrie depuis le Taurus. Son influence se fait peut-être même sentir jusqu'à Karkemish, site de première importance pour les communications entre Anatolie, Syrie et Assyrie. Il bénéficie pendant les premières années de son règne du retrait de la puissance assyrienne, dont les rois sont affaiblis par plusieurs hauts dignitaires et des révoltes. Quelques petits contingents assyriens sont défaits au cours d'affrontements de moyenne importance. Le véritable affrontement entre Sarduri II et les troupes de son rival Assur-nerari V a lieu en 753, et il tourne en la faveur de l'Urartéen. C'est alors l'apogée de la puissance de l'Urartu.

### Le recul face à l'Assyrie

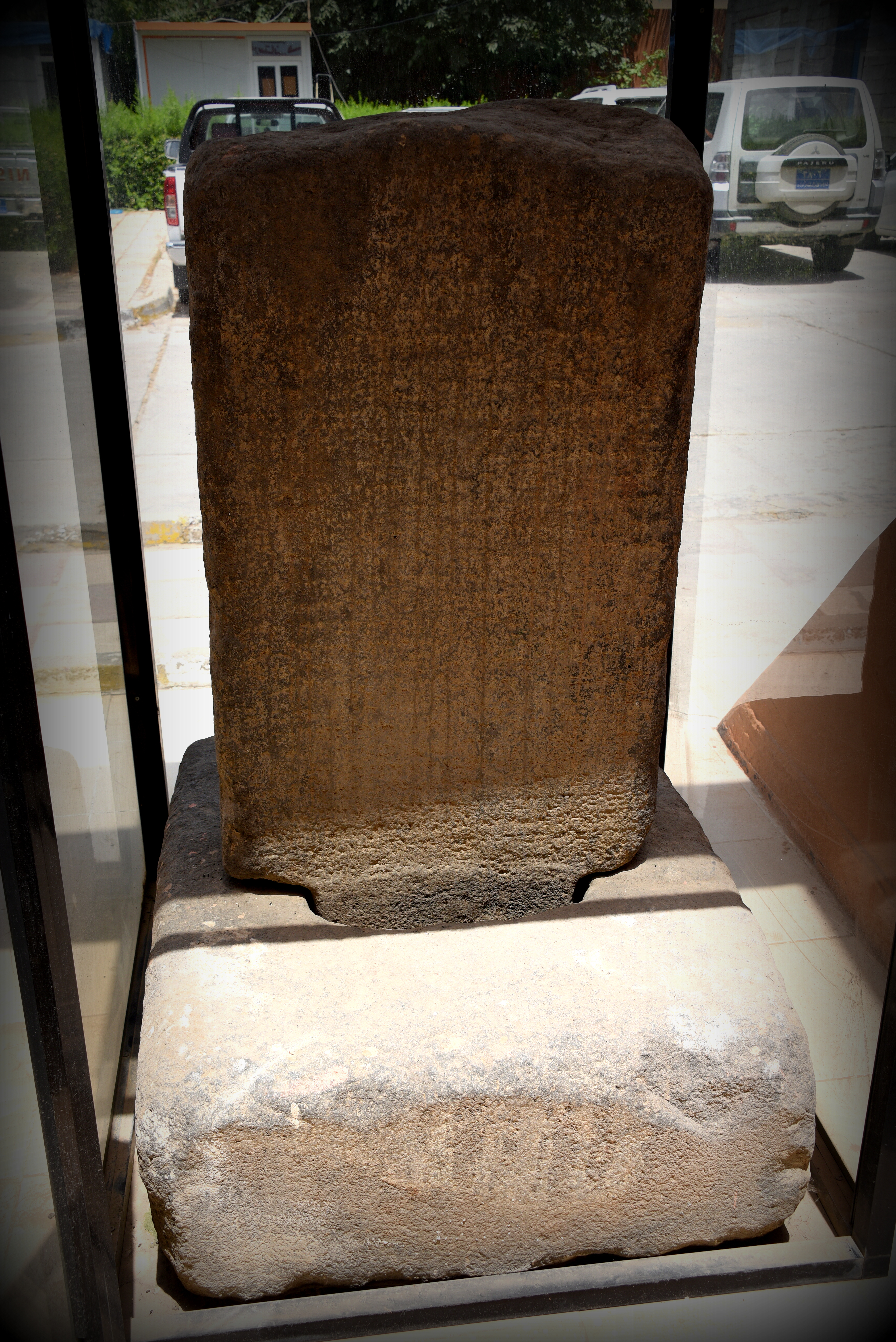
Inscription bilingue urartéen-assyrien de Rusa Ier mise au jour à Topzawa (Irak), commémorant l'appui apporté par ce roi à Urzana de Musasir contre l'Assyrie. Musée des civilisations d'Erbil.

Les dix dernières années du règne de Sarduri II coïncident en Assyrie avec l'avènement de Teglath-Phalasar III (747-728 av. J.-C.), qui rétablit la puissance de son royaume, ce qui passe par une victoire face à l'Urartu, devenu un rival trop dangereux. Son action se dirige avant tout contre les alliés syriens de Sarduri. C'est en 743 autour de Samosate qu'il défait la coalition unissant les troupes de ce dernier à celles des rois d'Arpad (Bit Agusi), Melid, Gurgum, Kummuhuh, Karkemish et Que. Ces derniers sont ensuite soumis les uns après les autres, Arpad étant même annexé. Teglath-Phalasar mène également des campagnes dans le Zagros face aux positions urartéennes, puis conduit vers 735 ses troupes en plein cœur du royaume ennemi jusqu'aux portes de Tushpa, qui ne semble cependant pas être prise.

Urartu à l'époque du roi Rusa I.

Rusa Ier (v. 735/2-714 av. J.-C.) fait face à Sargon II d'Assyrie, qui compte poursuivre l'affaiblissement de son voisin septentrional. Sargon II, qui a poursuivi la soumission de la Syrie, décide de passer à l'offensive dans la région du lac d'Orumieh, où se concentraient les tensions avec l'Urartu. Les Annales de ce souverain pour les années 719-715 montrent en effet que les deux grands royaumes s'affrontent par vassaux interposés, notamment les princes mannéens, et les protégés des Assyriens tombent à plusieurs reprises face à ceux des Urartéens, Uishdish et Zikirtu.

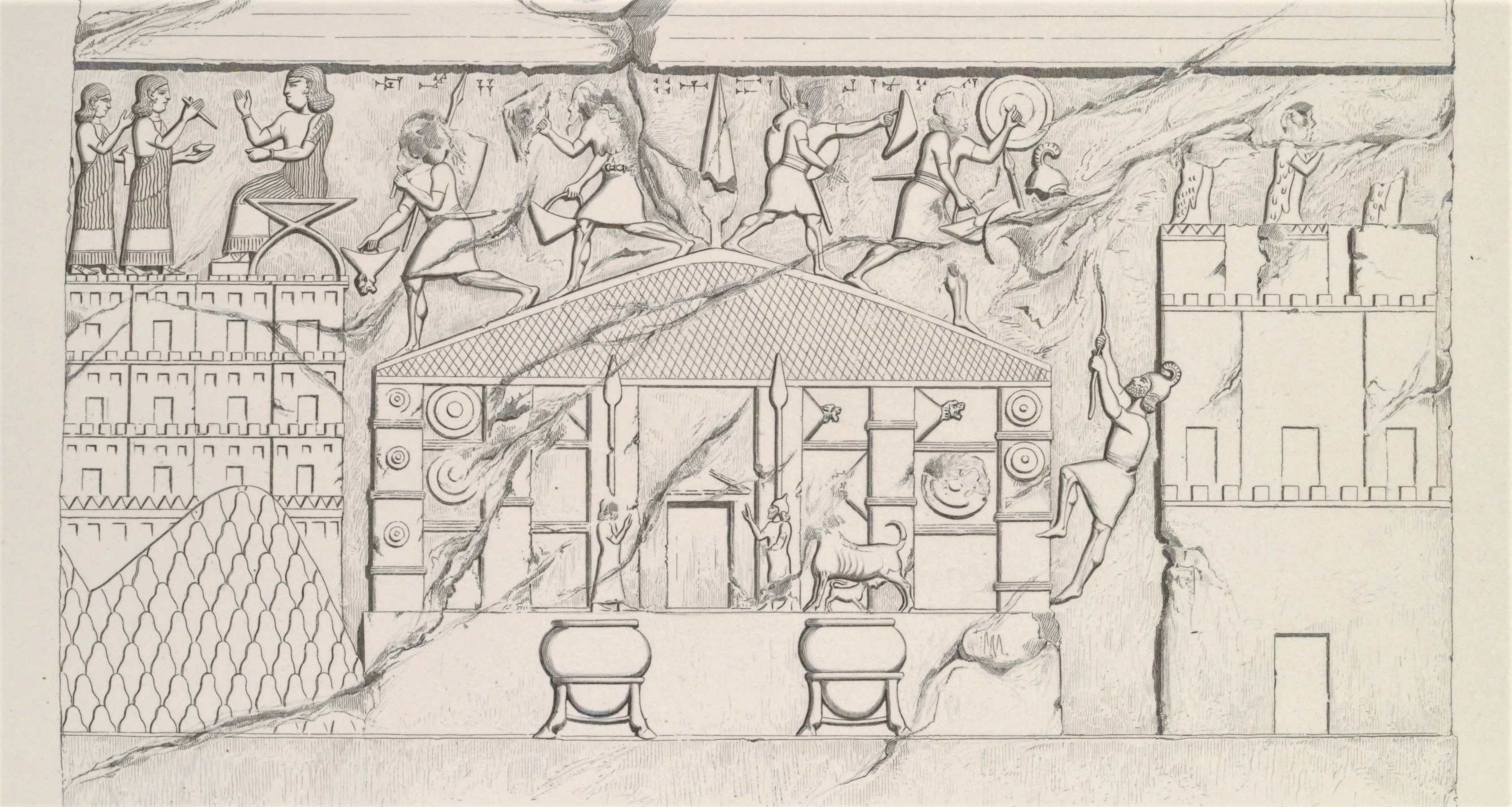
Représentation du sac du temple de Haldi à Musasir, d'après un bas-relief assyrien de Khorsabad.

C'est une nouvelle incursion de Rusa qui pousse sans doute le roi assyrien à mener dans la région sa « huitième campagne » de 714 av. J.-C., relatée dans un long texte adressé par le roi à son dieu Assur. Il reçoit l'hommage de princes des contrées de l'ouest du lac, soumet plusieurs récalcitrants, avant de vaincre les troupes urartéennes venues à sa rencontre. Il renvoie ensuite la majeure partie de ses soldats dans son pays, mais garde un contingent qu'il dirige vers Musasir, autre principauté balançant entre les deux grands royaumes, dont le roi Urzana avait alors sollicité l'appui de Rusa. L'attaque se fait manifestement par surprise, la ville est prise et enlevée définitivement à l'Urartu. Les Assyriens y font un butin impressionnant : le palais aurait livré un équivalent de plus d'une tonne d'or et de 5 tonnes d'argent en objets précieux, et le temple de Haldi une quantité impressionnante d'armes (par exemple plus de 300 000 épées de bronze selon le texte) :

« Parce que Urzana, le roi qui règne sur eux, à la parole d'Assur ne s'était pas humilié, avait secoué le joug de ma souveraineté et méprisé mon service, je projetai d'emmener en captivité la population de cette ville, j'ordonnai de faire sortir Haldi, le soutien de l'Urartu. […] À Musasir, la demeure de Haldi, en maître j'entrai : dans le palais, résidence d'Urzana, en seigneur j'habitai. [Ses chambres] combles, qui regorgeaient de trésors entassés, je brisai les sceaux de leurs réserves : 34 talents 18 mines d'or, 167 talents 2 mines et demie d'argent, de bronze pur, de plomb, de cornaline, de lapis-lazuli, de...... et de quantité de pierres précieuses, (tant de) bâtons d'ivoire, d'ébène, de buis avec (leurs) pommeaux, sertis d'or et d'argent [etc.] »

— Compte-rendu de la huitième campagne de Sargon II, l. 346-353, traduction de F. Thureau-Dangin.
Ce pillage était également représenté sur des bas-reliefs du palais que se fait construire Sargon quelques années plus tard à Khorsabad (l'antique Dur-Sharrukin, dont la construction a sans doute été financée en partie par les produits du pillage de Musasir), qui ont disparu dans le Chatt-el Arab en 1855 lorsque la flotte qui les transportait vers la France fit naufrage. Il n'en reste plus que des dessins d'Eugène Flandin, illustrant notamment la prise du grand temple de Haldi. Suivant ce que rapporte Sargon, Rusa se serait suicidé à l'annonce de cette nouvelle. Sa mort doit en tout cas suivre de peu cet événement.

### Renouveau ou déclin?

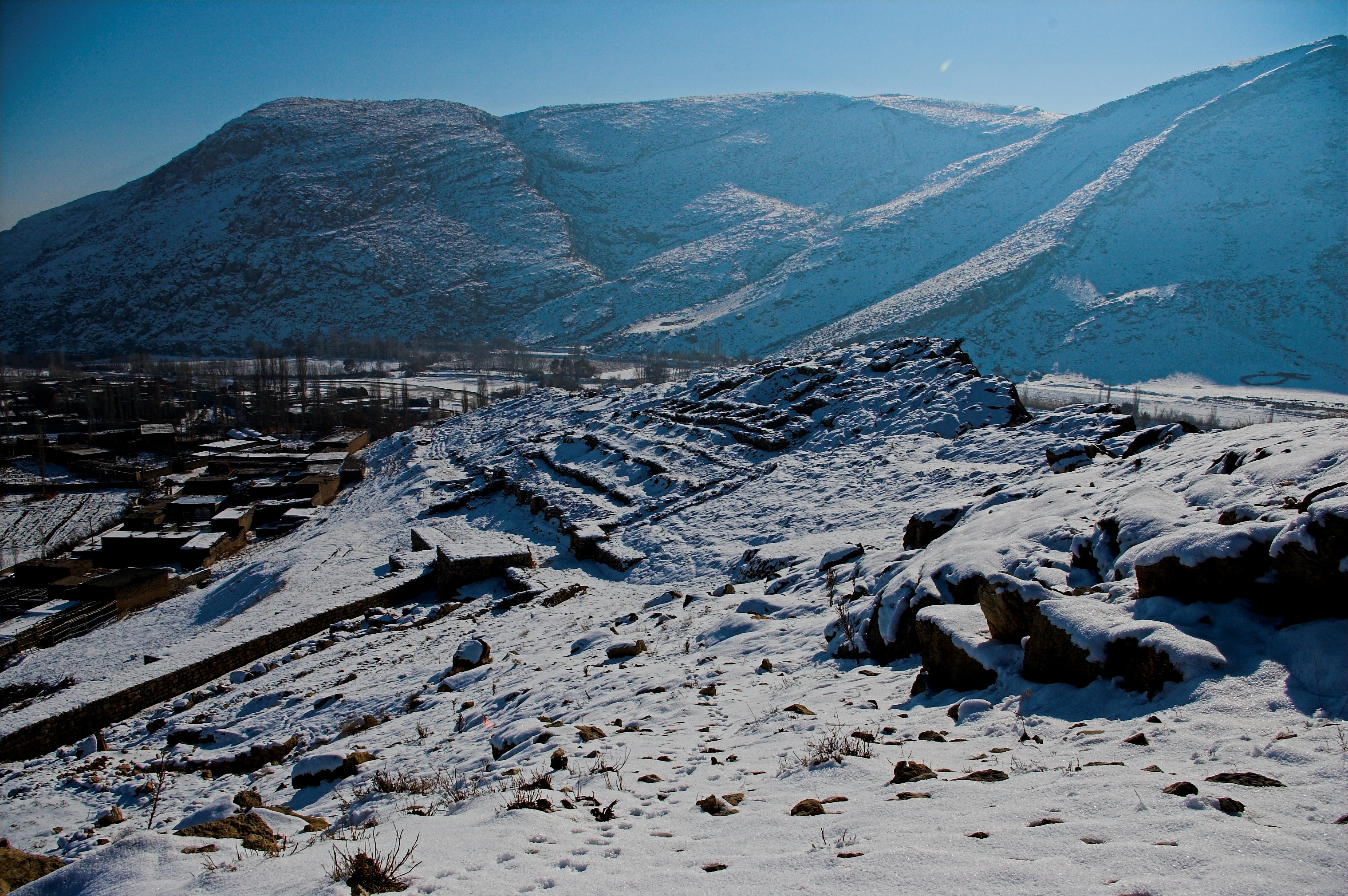
Ruines de la citadelle de Bastam, l'antique Rusa-i. construite sous le règne de Rusa II, dans l'actuel Azerbaïdjan iranien.

Après la campagne de Sargon II et la perte de ses vassaux méridionaux par l'Urartu, les sources assyriennes sont quasiment muettes sur leur voisin septentrional. Ce phénomène a pu être interprété comme un signe du déclin de l'Urartu après la défaite de 714 av. J.-C., combinée à la progression des Cimmériens qui s'étendent vers l'Anatolie orientale puis l'arrivée des Scythes. Pourtant, les Assyriens n'ont pas atteint le cœur du royaume du nord, qui est bien resté en place et a conservé le contrôle sur une large partie de ses territoires. Le successeur de Rusa Ier, Argishti II (v. 714/3-685/79 av. J.-C.), fait ainsi construire la forteresse d'Altintepe en Anatolie orientale près d'Erzincan, extension occidentale maximale connue de l'Urartu, tandis que dans l'autre direction ses inscriptions retrouvées dans l'Azerbaïdjan oriental iranien en direction de la Caspienne (Razliq, Nashteban) et dans le sud-est de l'Arménie (Sisian) sont les traces les plus orientales d'une emprise urartéenne. Le règne de Rusa II (v. 685/79-655/45 av. J.-C.) est marqué par la réalisation de grandes citadelles nommées Rusahinili sur les sites de Toprakkale et d'Ayanis près de Van, et à Teishebani/Karmir Blur dans la vallée de l'Araxe après l'abandon d'Erebouni, et aussi à Rusa-i.URU.TUR/Bastam dans l'actuel Azerbaïdjan occidental iranien. Cette période paraît donc voir un regain de la puissance urartéenne, voire son apogée selon P. Zimansky, si l'on s'en tient aux réalisations matérielles de ses rois. L'administration du royaume semble renforcée, des évolutions se font également dans la religion. Cette période donne une impression d'une volonté de consolidation du royaume. Mais certains spécialistes sont plus sceptiques : il est possible que cette « renaissance » cache un affaiblissement des structures du royaume.
Il apparaît en tout cas que les sources assyriennes mentionnent encore des relations avec l'Urartu durant cette période. En 709, peu après sa campagne victorieuse, Sargon II doit faire face à la révolte de Kummuhu (la Commagène), qui choisit de devenir vassal de l'Urartu. La réplique est cinglante : le pays est vaincu et annexé, ce qui a pour conséquence le fait que l'Assyrie et l'Urartu ont pour la première fois une frontière commune. On ne sait pas si l'Urartu, qui fait alors face aux Cimmériens sur sa frontière nord, a pu envoyer des troupes. Après cela, les tensions entre les deux puissances rivales semblent s'apaiser et concernent surtout un pays situé entre elles deux, appelé Shubria, qu'Assarhaddon conquiert et annexe en 673, ce pays ayant accueilli les princes assyriens responsables de l'assassinat de son père le roi Sennacherib, avant que son fils et successeur Assurbanipal ne doive y repousser une attaque urartéenne visant à en reprendre le contrôle en 657. Il est possible qu'entre ces années-là une sorte de paix des armes se soit établie entre les deux rivaux, bien qu'on ne connaisse aucun traité de paix liant les deux : l'Urartu ayant accueilli les princes assyriens félons, qui restaient une menace pour l'autorité des rois assyriens, cela expliquerait la prudence de ces derniers à l'égard des Urartéens, et pourquoi ils ne les attaquent pas alors qu'ils auraient eu des prétextes pour le faire ; selon A. Fuchs, l'Assyrie offre une compensation à l'Urartu en échange de la bonne garde des princes exilés, qui se voit notamment par la présence d'artisans assyriens lors de la construction du sanctuaire d'Ayanis, au bord du lac de Van, durant ces années-là. L'attitude moins conciliante qu'a par la suite Assurbanipal vis-à-vis de l'Urartu s'expliquerait alors par la mort des princes exilés.

### Une fin obscure
Les événements de la seconde moitié du VIIe siècle av. J.-C. sont très mal connus et débattus par les historiens qui présentent des opinions très diverses. Quelques textes d'Urartu ou d'Assyrie indiquent que Rusa II a pu avoir plusieurs successeurs : un Rusa (III) fils d'Erimena autour du milieu du siècle, un Rusa (IV ?) fils de Rusa, un Sarduri fils de Sarduri dans la seconde moitié, l'ordre étant incertain,. En réalité les connaissances sont très lacunaires et ne laissent aucune certitude sur les derniers rois d'Urartu, leur nombre et encore moins leur ordre de succession. On sait qu'Assurbanipal a reçu à Ninive des messagers de Rusa II en 655 et d'un Sarduri en 640 av. J.-C., qu'il interprète comme un signe de leur soumission (ce qui reste très douteux). Ce sont les dernières traces assurées de l'existence du royaume d'Urartu.
Entre 612 et 609 av. J.-C., le royaume assyrien est détruit par les Babyloniens et les Mèdes. Le roi des premiers, Nabopolassar (626-605 av. J.-C.), mène une expédition vers l'Urartu (appelé Urashtu dans les chroniques), au sujet de laquelle rien de plus n'est connu. La fin du royaume d'Urartu est couramment datée des années suivantes. Il apparaît peut-être sous le nom « Ararat » dans le Livre de Jérémie qui concerne le début du VIe siècle av. J.-C., puis au siècle suivant dans des textes des règnes des rois perses achéménides Darius Ier (522-486 av. J.-C.) et Darius II (423-404 av. J.-C.), parmi des territoires qui leur sont soumis. Il est probable que « Urartu » soit alors synonyme d'« Arménie ». En tout cas, ce sont les dernières attestations du nom « Urartu », définitivement remplacé par « Arménie » par la suite.
Le royaume d'Urartu a donc disparu entre le début et le milieu du VIe siècle av. J.-C. On sait que les Scythes pillent la région avant de peut-être dominer les Mèdes, qui prennent ensuite plus de poids dans le nord-ouest iranien qu'ils soumettent. L'un comme l'autre sont donc considérés comme des candidats plausibles pour la destruction définitive du royaume urartéen. Les citadelles urartéennes disparaissent toutes dans des destructions à cette période, mais la cause de ces événements reste incertaine. Si l'Urartu existe encore vers 590-585 av. J.-C., alors c'est plutôt au roi mède Cyaxare qu'il faut attribuer sa chute, quand il dirige ses troupes vers l'Anatolie où il affronte le roi Alyatte de Lydie. D'autres proposent que le royaume urartéen ait déjà disparu dans le courant de la seconde moitié du VIIe siècle av. J.-C., à la suite de guerres intestines ; une fragmentation politique du royaume entre plusieurs principautés semble en tout cas possible, car c'est la situation qui se retrouve au début de la période arménienne. Une dernière proposition, sceptique sur la réalité de l'expansion des Mèdes en Anatolie, propose de situer la chute de l'Urartu vers le milieu du VIe siècle av. J.-C. sous les coups des Perses de Cyrus II (559-529 av. J.-C.) qui partent à leur tour affronter les Lydiens vers 547. La documentation archéologique est limitée. À Erebouni un bâtiment hypostyle qui a pu être considéré comme une construction d'époque achéménide (un « apadana ») pourrait en fait dater de la période de transition entre la fin de l'Urartu et le début de la domination perse.
Quoi qu'il en soit, les Arméniens sont progressivement devenus l'ethnie dominante dans la région couverte par l'ancien royaume urartéen, phénomène achevé au moment de l'avènement de l'Empire perse. Quand Xénophon s'aventure dans ces contrées avec l'expédition des Dix Mille vers 400 av. J.-C., il ne sait rien de l'ancien rival des Assyriens qui a sombré dans l'oubli. Plusieurs anciennes citadelles urartéennes sembleraient être réoccupées à l'époque achéménide (Altıntepe, peut-être Erebouni). D'autres comme Armavir et Van le sont au moins durant les premiers temps de la dynastie orontide, arménienne, qui succède à la domination perse.

## Contrôle et mise en valeur du territoire

### Organisation du territoire

Carte montrant la topographie du territoire de l'Urartu et la localisation des principales forteresses connues (noms actuels).

Du fait de la conquête de nouveaux territoires, les rois urartéens ont rapidement pris en charge l'intégration et la mise en valeur du territoire qu'ils dominaient, et l'ont fait d'une façon qui leur est caractéristique. L'architecture générale de leur royaume ne semble pas différer de celle de l'Assyrie : il est découpé en provinces dirigées par des gouverneurs qui ont un rôle militaire et occupent des palais provinciaux dans des forteresses. Au-delà des territoires sous administration directe, les rois d'Urartu ont des vassaux qui leur versent un tribut. L'organisation des provinces prend en compte les conditions géographiques de celles-ci. Les régions dominées par l'Urartu sont montagneuses. Elles disposent de riches ressources minières, notamment de l'or, de l'argent, du cuivre et du fer, et seul l'étain semble faire défaut et doit être importé on ne sait d'où. Elles se prêtent à une économie à dominante pastorale, caractérisée avant tout par l'élevage des moutons, mais aussi des chevaux de guerre qui sont une spécialité urartéenne. Les vallées sont cultivées, avant tout en céréales, mais aussi en vergers et en vignes. Des populations sont parfois déportées pour peupler de nouvelles régions conquises, qui sont placées sous le contrôle de forteresses servant de siège à l'administration locale, de résidence à une garnison chargée de la défense, et aussi d'entrepôt. Les axes de communication sont défendus par des fortins servant sans doute aussi de relais routiers, qui ont été repérés par des prospections. La protection et la mise en valeur des terroirs est une tâche dont se vantent les rois dans plusieurs inscriptions, décrivant leur capacité à faire d'une région désertique un espace cultivé prospère, grâce au développement de l'irrigation permettant une agriculture intensive. Par exemple, voici ce que proclame Argishti Ier après la construction de la citadelle d'Argishtihinili (Armavir) :

« Pour la grandeur de Haldi, Argishti, fils de Menua, fit construire cette grande forteresse et la nomma Argishtihinili. La terre était déserte, personne n'avait construit, j'ai fait dériver du fleuve quatre canaux, j'ai planté des vignes et des vergers, j'ai fait des exploits héroïques. Argishti, fils de Menua, roi puissant, roi grand, roi du pays de Biaineli, seigneur de la ville de Tushpa. »

La remarquable uniformité des forteresses et des projets de mise en valeur des territoires par le pouvoir central plaide en faveur d'une centralisation poussée. L'État organise la redistribution des ressources entre les régions commandées par les différentes forteresses qui servent de centre de pouvoir local, de stockage et de redistribution. P. Zimansky a cependant proposé de voir dans l'Urartu un État moins centralisé que cela, organisé en provinces bien distinctes dont la fonction est avant tout de pourvoir l'État central pour ses campagnes militaires. Ce modèle s'appuie notamment sur la fragmentation géographique du territoire urartéen, autour des vallées alluviales les plus vastes et fertiles, correspondant aux endroits où l'on a retrouvé les principales forteresses dont le rôle de contrôle du territoire et de centre de stockage est indéniable. Ces régions formeraient un ensemble d'« îlots » constituant une sorte d'« archipel » une fois reliées les unes aux autres par le réseau routier. Entre elles, le reste du territoire, à dominante montagnarde et donc impropre à un peuplement important, serait moins contrôlé tout en servant de barrière naturelle rendant difficiles les incursions ennemies dans les provinces du royaume.
Il convient de remarquer que le territoire urartéen est avant tout connu par deux régions : celle du lac de Van, cœur historique du royaume (sites de Van Kalesi, Toprakkale, Çavuştepe, Ayanis, « canal de Menua », « lac Rusa ») ; et bien plus au nord, par la région située autour de la vallée de l'Araxe, entre l'Ararat et le lac Sevan en Arménie actuelle (Arin Berd, Karmir Blur, Horom, Armavir). Ailleurs, on connaît quelques forteresses isolées (surtout Altintepe à l'ouest, et Bastam à l'est, au nord du lac d'Ourmia). La connaissance du territoire urartéen est donc très incomplète, et on ne peut donc pas savoir avec plus de certitudes comment était organisé son contrôle par le pouvoir central. Du reste, ce qui est documenté concerne avant tout l'élite politique et militaire du royaume, ce qui fait que ce qu'on considère comme « urartéen » semble en fait être uniquement le produit de celle-ci, attesté par les fouilles des forteresses qu'elle a fait ériger et exprimant ses entreprises de contrôle et la façon dont elle souhaite les manifester. La majeure partie de la population du royaume reste donc en dehors des sources disponibles et, pour autant que l'on sache, rien ne permet de dire qu'elle soit majoritairement constituée de gens parlant l'urartéen et partageant la même culture que l'élite urartéenne qui a constitué le royaume.

### Forteresses

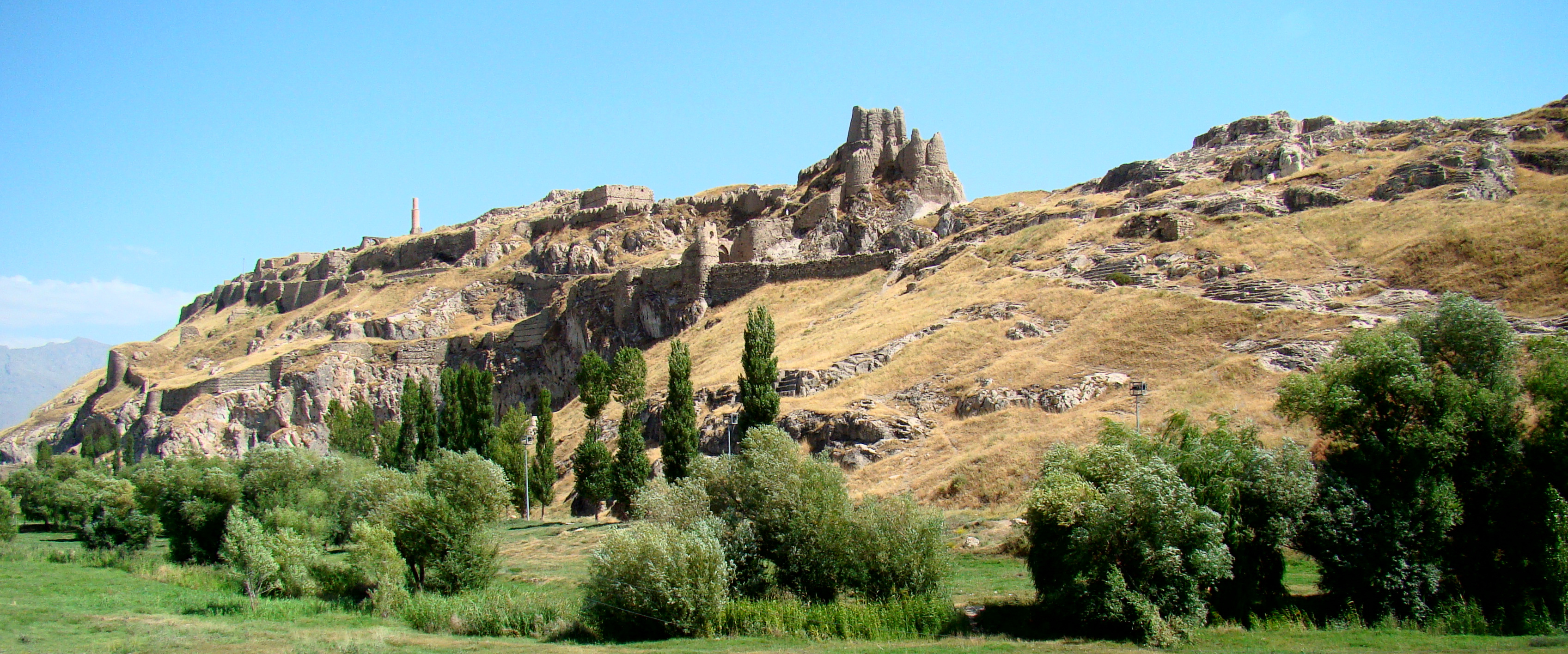
Le rocher de Van Kalesi, sur lequel se trouvent les ruines de Tushpa.

Le moyen le plus visible de contrôle du territoire urartéen par le pouvoir central est donc les forteresses avec palais qu'il a fait édifier dans diverses régions dominées. Ce sont les meilleurs indicateurs de l'extension du royaume, puisqu'on en retrouve de l'actuelle Arménie au nord, à l'ouest jusqu'à la vallée du Haut Euphrate en Turquie orientale, en Azerbaïdjan iranien à l'est, et autour du lac de Van qui occupe une position centrale. Elles sont également le meilleur témoignage sur les moyens humains à disposition des rois urartéens qui ont dû employer une main-d'œuvre importante et dans bien des cas qualifiée pour les ériger. L'influence de la tradition hittite/anatolienne reste à déterminer mais a dû jouer, puisqu'on ne trouve pas vraiment d'antécédent local ; cependant la capacité d'innovation et d'adaptation à la configuration des sites a sans doute été forte. Cette tradition architecturale purement officielle a sans doute donné naissance à une spécialisation et une professionnalisation poussées des maîtres d'œuvre locaux, ce qui explique pourquoi les forteresses urartéennes sont très similaires, réalisées par une même école dépendant directement du pouvoir. Les bâtiments non officiels, mal connus, devaient être construits suivant des pratiques différentes. On a retrouvé plusieurs forteresses réparties sur tout le territoire dominé par l'Urartu : Tushpa, la citadelle de Van Kalesi, est représentative du plus ancien stade des forteresses urartéennes, puisqu'elle a été érigée par Sarduri Ier et a servi de modèle. Les souverains suivants érigent à leur tour des citadelles dans les territoires qu'ils dominent, souvent très loin du lac de Van. Argishti Ier érige des forteresses à Erebouni (Arin Berd) et Argishtihinili (la « Ville d'Argishti », l'actuelle Armavir) en Arménie, son successeur Sarduri Ier fait ériger Sardurihinili (Çavuştepe) sur les bords du lac de Van. Altintepe en Turquie orientale près d'Erzincan est construite sous Argishti II. Le dernier essor date du règne de Rusa II, sous lequel sont érigées Teishebani (Teisheba.URU, « Ville de Teisheba », site de Kamir Blur), deux Rusahinili (Toprakkale et Ayanis), et la vaste Rusa-i-URU.TUR (Bastam).
Les murs des grandes citadelles sont construits avec des blocs de pierre biens taillés à angles droits, et des briques crues relativement uniformes sur les divers sites. L'appareil « cyclopéen » constitué avec des blocs de pierre de plusieurs tonnes, sans doute hérité de la tradition architecturale hittite, était plutôt réservé aux petits fortins, mais présent aussi dans quelques citadelles (Toprakkale, Erebouni). Les murs comprennent généralement des demi-tours carrées ou rectangulaires, des saillies et vers la fin de la période des tours angulaires. Les représentations de citadelles sur des objets en bronze montrent que leurs murs étaient surmontés de créneaux. Les murs des édifices intérieurs ont une base en pierre, mais l'élévation est en briques, tandis que la toiture et les poutres la soutenant sont en bois. Plusieurs pièces disposent de colonnes. On peut supposer dans plusieurs cas que les bâtiments officiels avaient un étage. La citadelle du rocher de Van illustre la maîtrise qu'avaient les Urartéens de l'architecture rupestre : pour disposer de plus d'espace sur les surfaces souvent exiguës des hauteurs qui étaient aménagées, des pièces étaient creusées dans la roche même, pour des usages variés (lieux de culte, tombes, usages profanes, notamment une étable, etc.). Dans les cas où le plan d'ensemble apparaît bien, se repère une organisation autour de quelques grandes cours ouvrant sur plusieurs unités aux fonctions diverses. À Karmir Blur, il y a une séparation entre l'arsenal et les espaces d'administration et de stockage. La zone principale des citadelles est un « palais » (noté dans les textes par le sumérogramme É.GAL), où vit le roi ou un gouverneur. Leur plan est très varié selon les sites. On trouve aussi dans ces citadelles des temples, comme les sanctuaires de Haldi retrouvés à Altintepe et Arin Berd. Ces forteresses ont aussi un rôle économique, car elles contiennent d'importantes zones de stockage où sont sans doute emmagasinés les produits des impôts ou des productions des domaines de la couronne. De larges pithoi y étaient disposés, pour une capacité totale d'environ 150 000 litres à Karmir Blur. Les quelques lots de tablettes retrouvés dans les citadelles (notamment à Karmir Blur) concernent ses activités de gestion des stocks. Ces édifices renferment aussi des ateliers où l'on travaille notamment les métaux, ainsi que des pièces où sont transformés les produits agricoles pour faire de l'huile et du vin. Les espaces résidentiels ont été dégagés en dehors des citadelles, dans une ville basse qui dominait elle-même les espaces agricoles.

Les forteresses urartéennes.
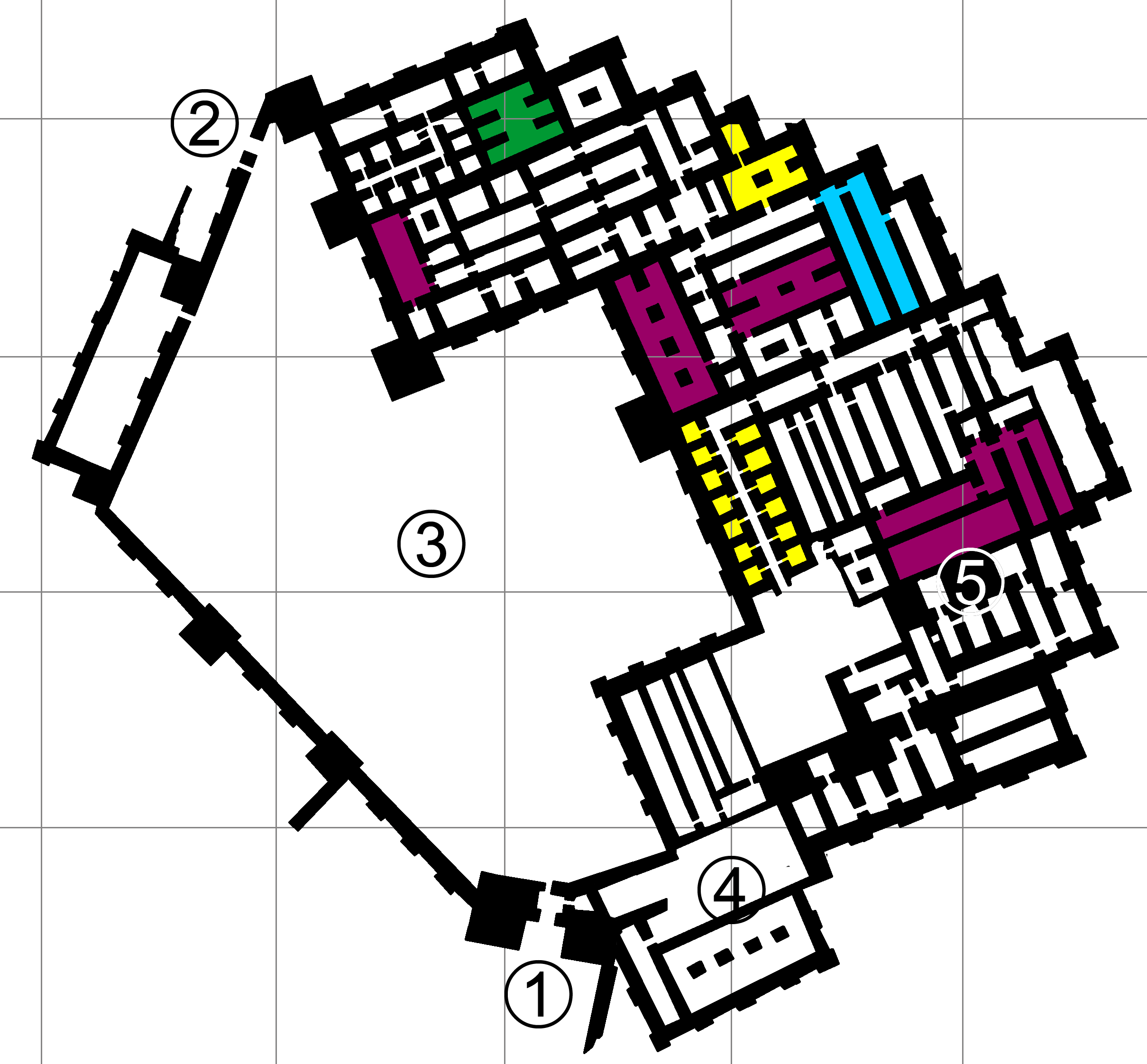
Plan de la forteresse de Teishebani (Karmir Blur).
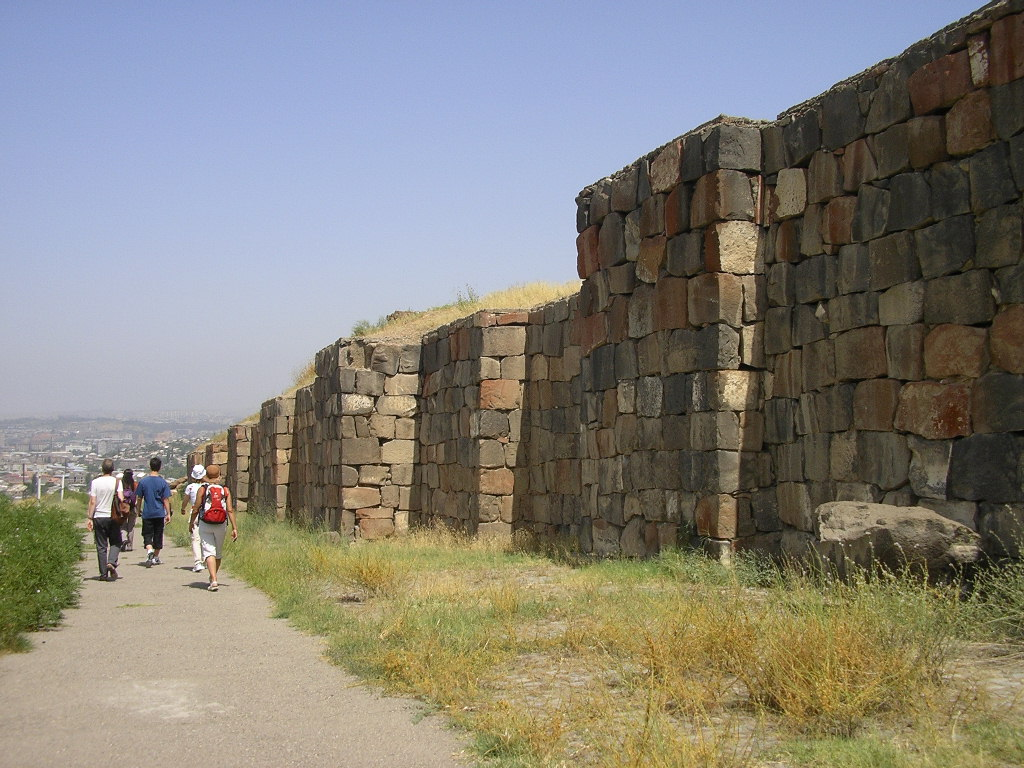
Murailles d'Erebouni (Arin Berd).
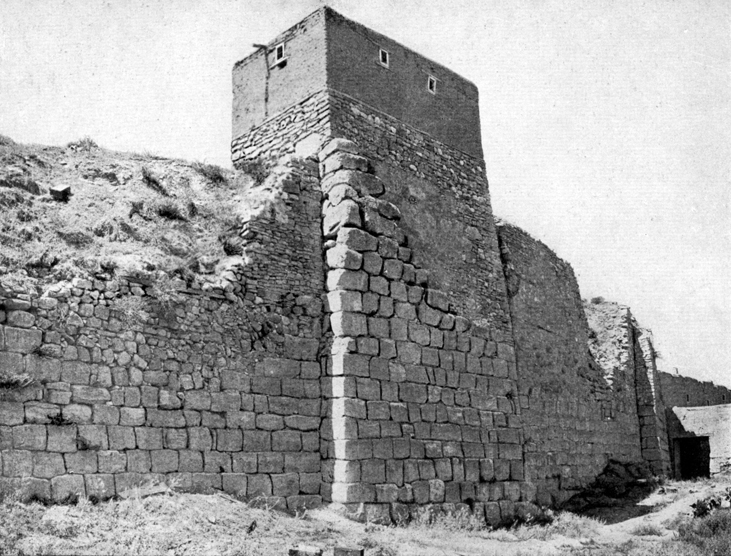
Murs de la citadelle de Tushpa (Van Kalesi).
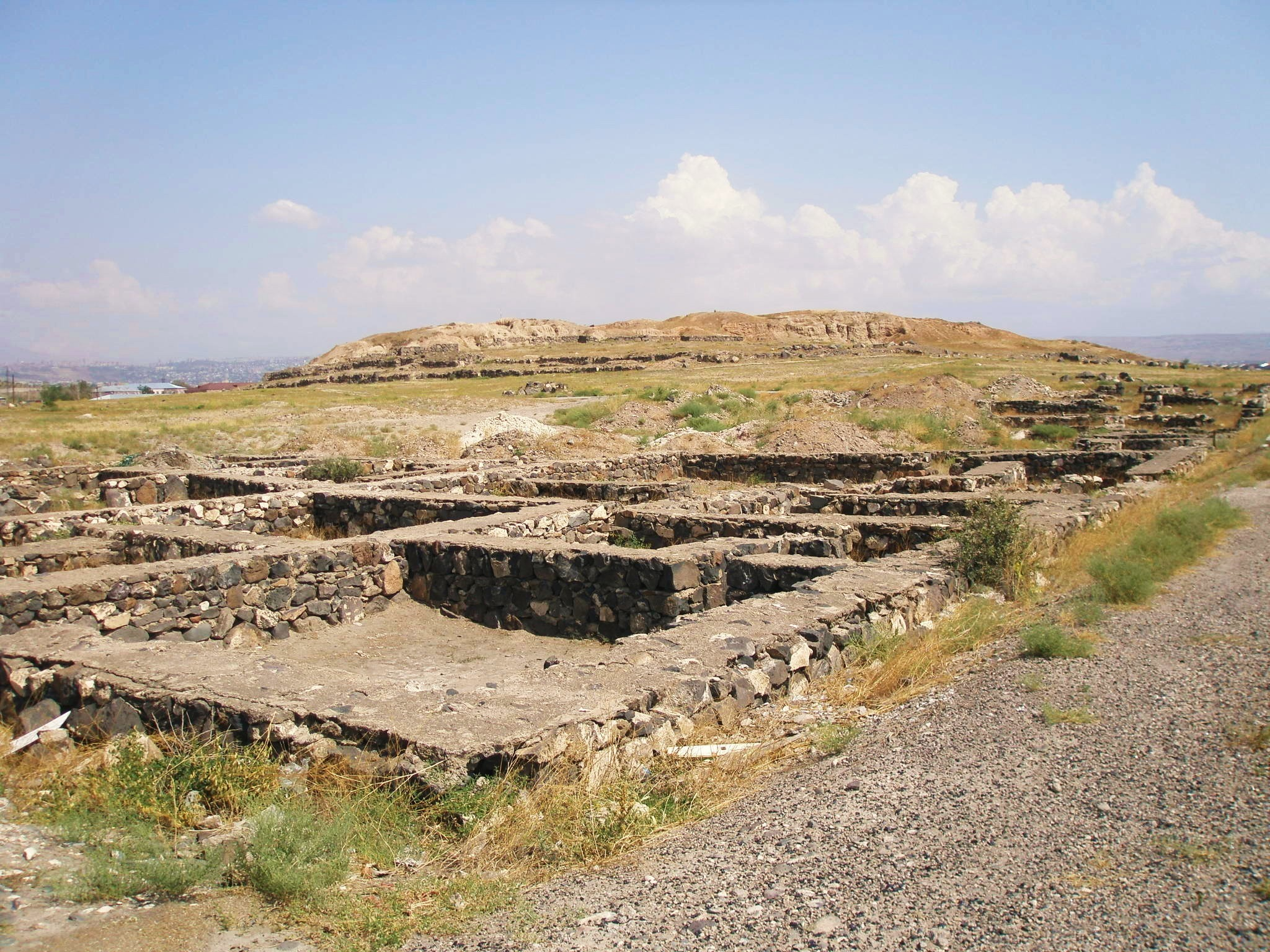
La ville basse de Teishebani (Karmir Blur).

### Aménagements hydrauliques
L'autre aspect le mieux connu de la mise en valeur du territoire par les rois urartéens consiste en plusieurs systèmes d'aménagements hydrauliques. Les eaux du lac de Van étant salées et les cours d'eau naturels étant insuffisants, il a fallu aménager un réseau d'irrigation pour permettre le développement d'une grande capitale autour de Tushpa et Toprakkale. Menua a donc fait construire un grand canal d'une cinquantaine de kilomètres allant chercher l'eau à une source située au sud de Tushpa, ayant nécessité la construction d'un aqueduc, et en certains endroits le creusement de murs de rétention de plus de 20 m de hauteur. Plusieurs inscriptions commémorent cette grande construction, tout le long de son parcours. Ce « canal de Menua » est resté en activité jusque dans les années 1950, quand son entretien est devenu trop compliqué et qu'on a mis en œuvre un nouveau canal. Un autre grand aménagement hydraulique a été mis en œuvre sous un des deux rois nommés Rusa, lors de la construction de Toprakkale, ayant abouti à la construction d'un lac artificiel (« lac de Rusa », l'actuel Kesis Gölü), servant à alimenter la ville nouvelle et les jardins de la campagne environnante. Les eaux du lac artificiel étaient retenues par deux barrages, système qui a tenu jusqu'en 1891, quand un des deux lâcha et dut être reconstruit ensuite. La longévité de ces deux ouvrages hydrauliques est exceptionnelle. La plaine de Van comptait à l'époque de l'Urartu d'autres aménagements divers de même type (barrages, réservoirs, canaux), de taille plus réduite. On sait également par des inscriptions que des aménagements de même types ont été réalisés dans la vallée de l'Araxe. La monarchie urartéenne a donc tout au long de son histoire fait en sorte d'approvisionner ses sujets et de permettre le développement d'une agriculture productive. Les réalisations de canaux vont en effet de pair avec la création de zones d'agriculture intensive.

## Art
L'art urartéen a été très influencé par ses prédécesseurs hittites en Anatolie que ce soit en orfèvrerie ou en sculpture monumentale.

### Sculpture

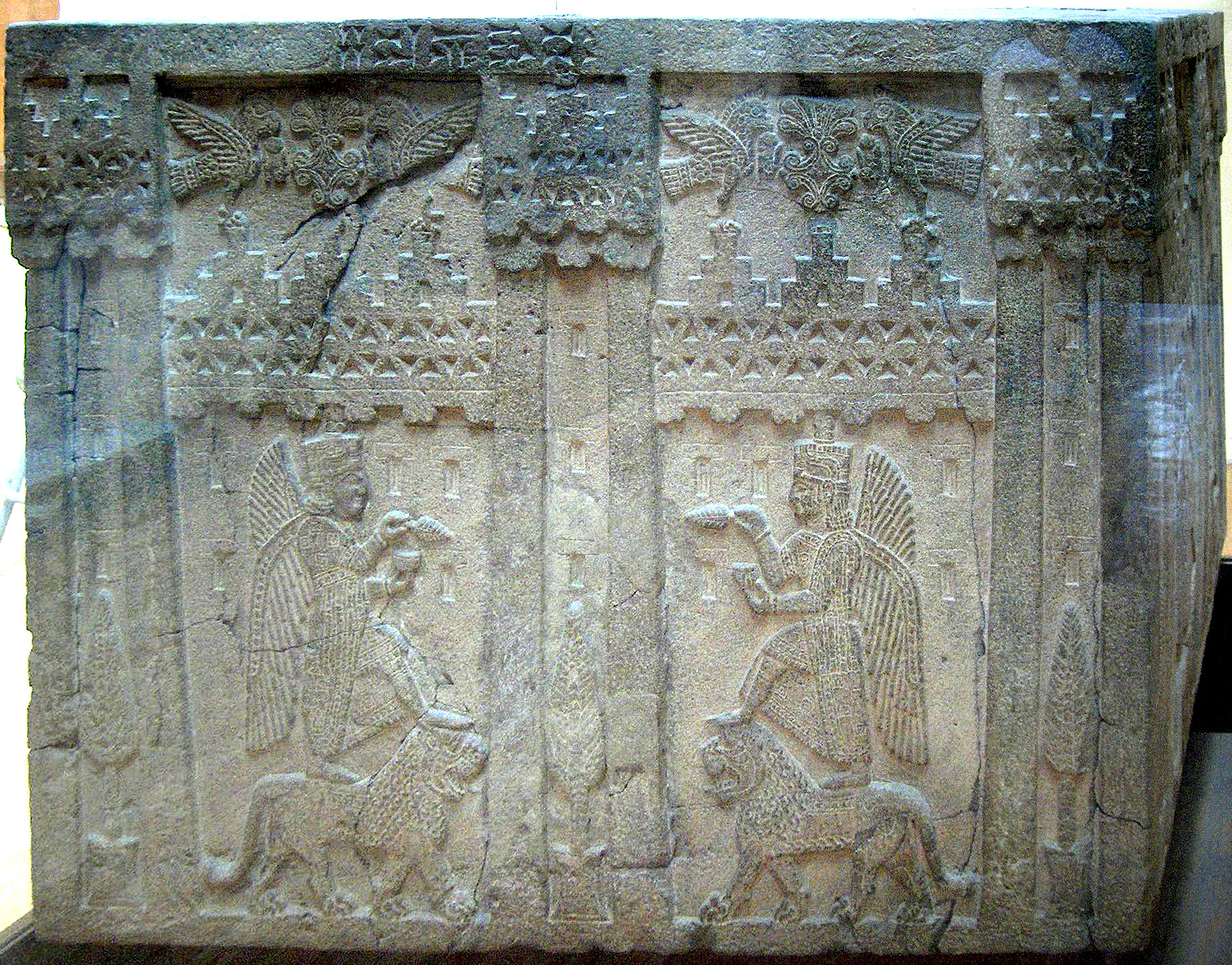
Bloc de basalte sculpté d'Adilcevaz (site de Kef Kalesi), musée des civilisations anatoliennes d'Ankara.

La sculpture urartéenne est avant tout connue par des réalisations en bas-relief. On a retrouvé quelques cas de ronde bosse, notamment des fragments de lions servant sans doute à garder des édifices. De nombreuses stèles inscrites sont connues, provenant de divers sites, commémorant les hauts faits d'un roi, ou rendant grâce à une divinité. Adilcevaz et sa forteresse (Kef Kalesi), datant du début du VIIe siècle av. J.-C., ont livré des exemples remarquables de la sculpture en bas-relief. Deux orthostates fragmentaires qui ont été reconstitués représentaient de façon symétrique des génies ailés ou des divinités debout sur un taureau, accomplissant un rituel d'aspersion avec une pomme de pin. Un bloc de basalte cubique du même site représente une scène similaire figurant des génies/divinités (parfois interprétés comme Haldi et Teisheba) accomplissant le même geste, debout sur des lions. Le seul relief rupestre connu se trouve à Eski Dogubayazit, près du mont Ararat, sur la façade d'un tombeau, représentant sans doute des personnages accomplissant un rituel, dont un se préparant à sacrifier un mouton et un roi.

### Métallurgie
L'art urartéen est avant tout connu pour les nombreuses œuvres en métal réalisées par les artisans de ce royaume. Le fait que beaucoup de ces objets soient issus de fouilles clandestines empêche souvent de mieux connaître la date et le contexte de leur élaboration, et il reste à déterminer dans quelle mesure cet artisanat était répandu, vu qu'il semble avant tout concerner les personnes en relation avec l'État. De nombreux outils et armes en bronze et en fer ont été mis au jour sur quelques sites (Karmir Blur et Toprakkale), où ils devaient être stockés pour être utilisés par les travailleurs dépendant de l'administration. Les objets de luxe étaient quant à eux réalisés en bronze, domaine dans lequel les artisans urartéens excellaient, étant capable de produire une grande diversité d'œuvres.
La statuaire est représentée par des pièces de taille modeste, les plus grandes n'ayant pas survécu à l'épreuve du temps, probablement pillées et refondues. On a retrouvé sur différents sites des statuettes d'animaux fantastiques, d'hybrides, d'autres nous montrent des divinités ; une statuette provenant de Teishebani représente sans doute la divinité de la cité, le dieu de l'Orage Teisheba tandis qu'une autre venant de Van semble figurer la déesse Bagbartu. Ces statuettes, réalisées suivant la technique de la cire perdue, étaient par le passé incrustées de pierre blanche, voire de dorures, qui ont généralement été enlevées par des pilleurs. Les sites cultuels ont fourni de nombreux candélabres finement réalisés. L'une des réalisations les plus remarquables des bronziers urartéens est constituée des différents éléments qui à l'origine décoraient un trône et son escabeau à Toprakkale, et qui ont été dispersés entre plusieurs collections, ce qui n'a pas empêché une proposition de reconstitution : les pieds étaient décorés de palmettes, les éléments du meuble étaient soutenus par des figures mythologiques (griffons, sphinx). D'autres pièces similaires devaient appartenir à d'autres meubles tout aussi luxueux. Un autre type d'objet spécifique est celui des plaques votives en bronze retrouvées à Giyimli au sud-est de Van, représentant des scènes de culte dans un style assez fruste. Plusieurs cloches de bronze ont également été mises au jour.
Une autre des pièces les plus célèbres de l'art urartéen est un chaudron en bronze retrouvé à Altintepe, datant de la fin du VIIIe ou du début du VIIe siècle av. J.-C. Il dispose de quatre poignées, chacune ornée d'une tête de sirène. D'autres chaudrons, souvent avec des attaches similaires (dites en protomé, souvent en forme de têtes de taureaux), ou bien des attaches simples, ont été identifiés ailleurs, à Karmir Blur, ou hors des limites de l'Urartu en Phrygie, et jusqu'en Grèce et en Étrurie ; la question de savoir si tous ces objets sont bien attribuables aux Urartéens, qui auraient dans ce cas été à l'origine d'exportations d'œuvres d'art vers l'ouest, reste débattue, les chercheurs étant de plus en plus sceptiques sur ce point.
Enfin, l'armement est bien connu par les trouvailles effectuées sur les sites urartéens. Il s'agit généralement d'objets de qualité, très décorés, destinés à la parade, et portant des inscriptions (puisqu'il s'agit souvent d'objets ayant appartenu à un roi) qui permettent de resituer leur contexte. Les boucliers sont ronds, décorés d'une rosette centrale entourée de trois cercles concentriques, à motifs souvent animaliers. Les casques ont la forme d'un cône, se terminant par une pointe ; certains ont un décor gravé assez riche, comme le casque de Sarduri II représentant des chars et des cavaliers ainsi qu'une scène de culte. Les ceintures de bronze sont elles aussi décorées par des scènes de combat ou bien des animaux fantastiques. Toujours dans l'équipement militaire, de nombreux éléments de harnachement de chevaux ont été retrouvés.
Les Urartéens ont également pratiqué la métallurgie de l'argent et de l'or. Seuls des petits objets ont été retrouvés : des situles en argent, des médaillons, et diverses pièces de bijouterie.

Réalisations en bronze d'Urartu.
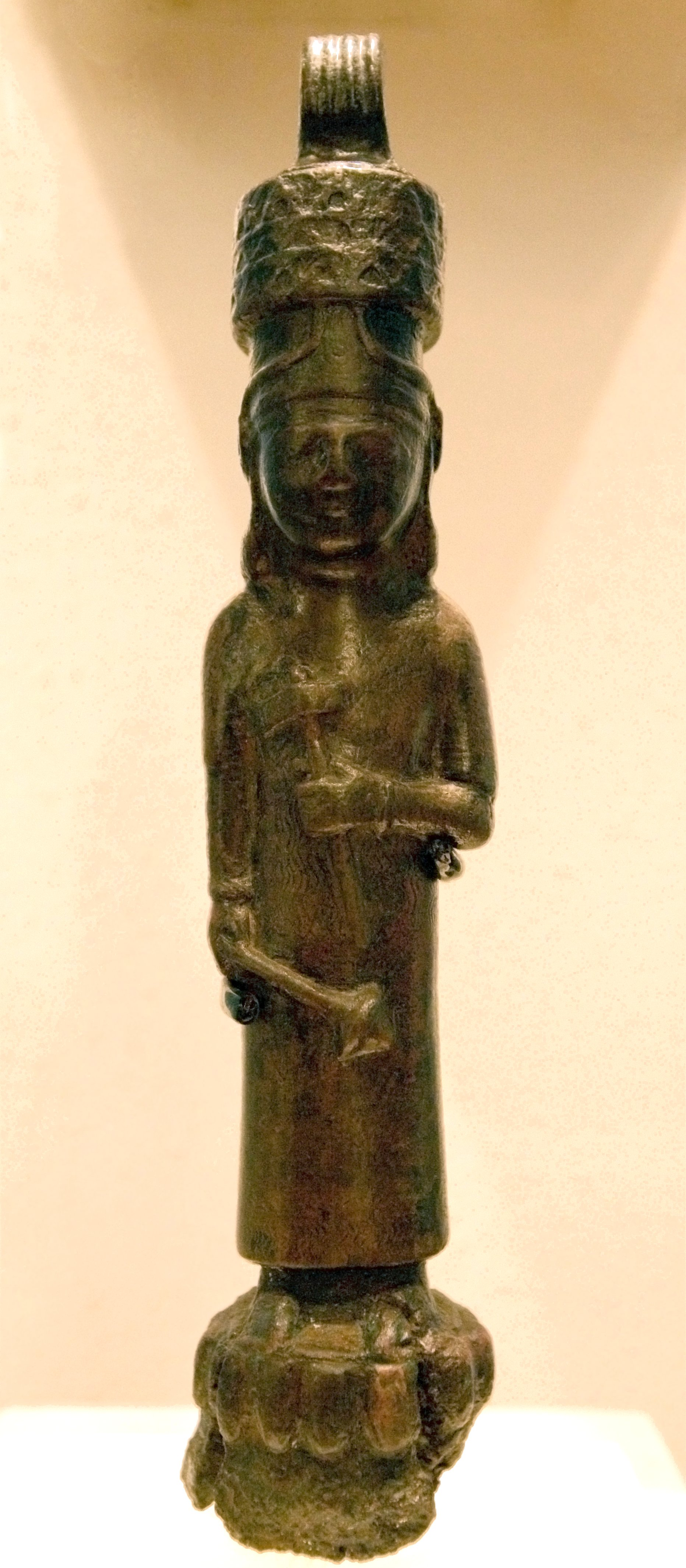
Statuette du dieu Teisheba. VIIIe ou  VIIe siècle av. J.-C. Musée d'histoire de l'Arménie
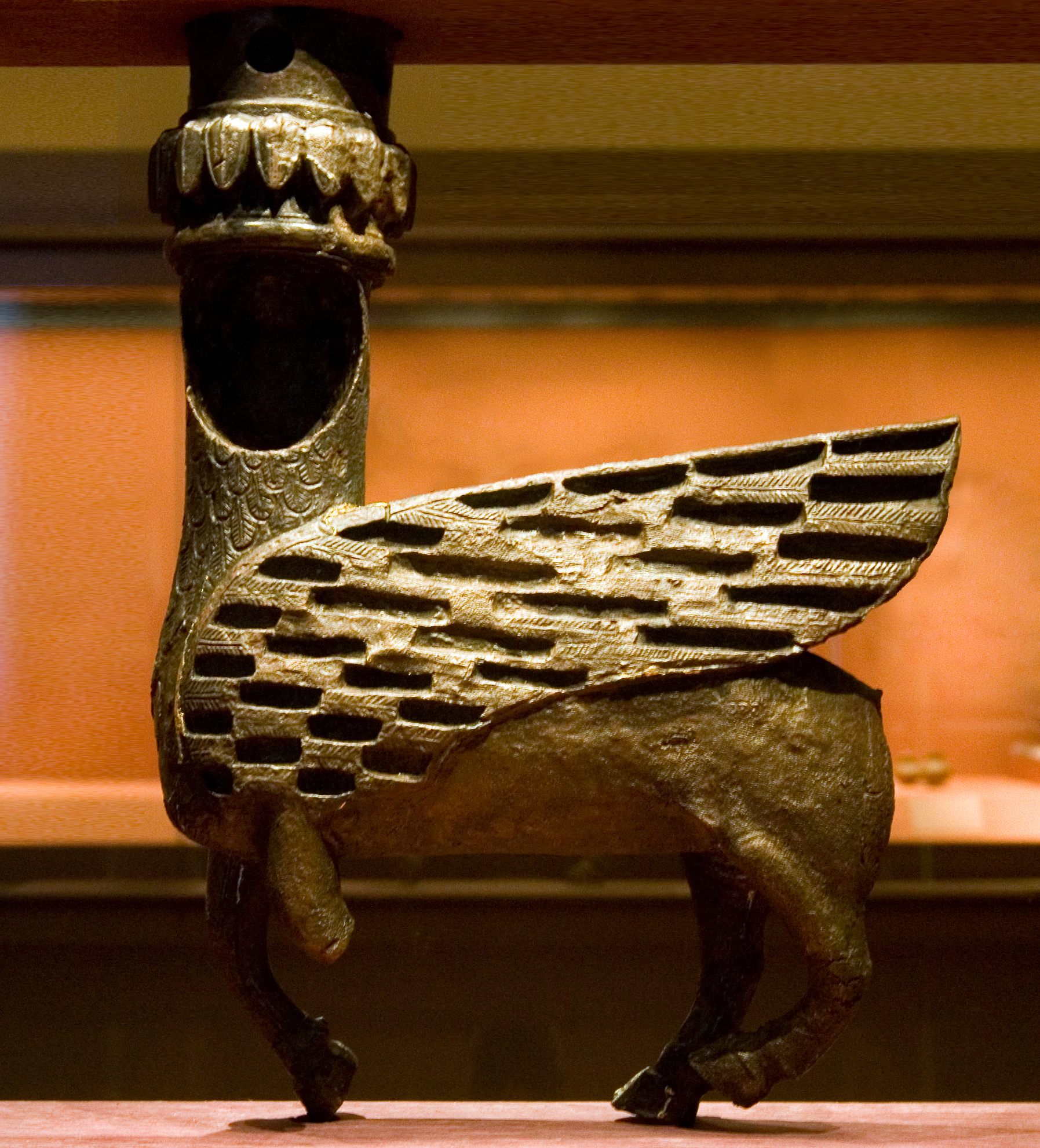
Support de meuble en forme d'animal ailé, musée de l'Ermitage, Saint-Pétersbourg.
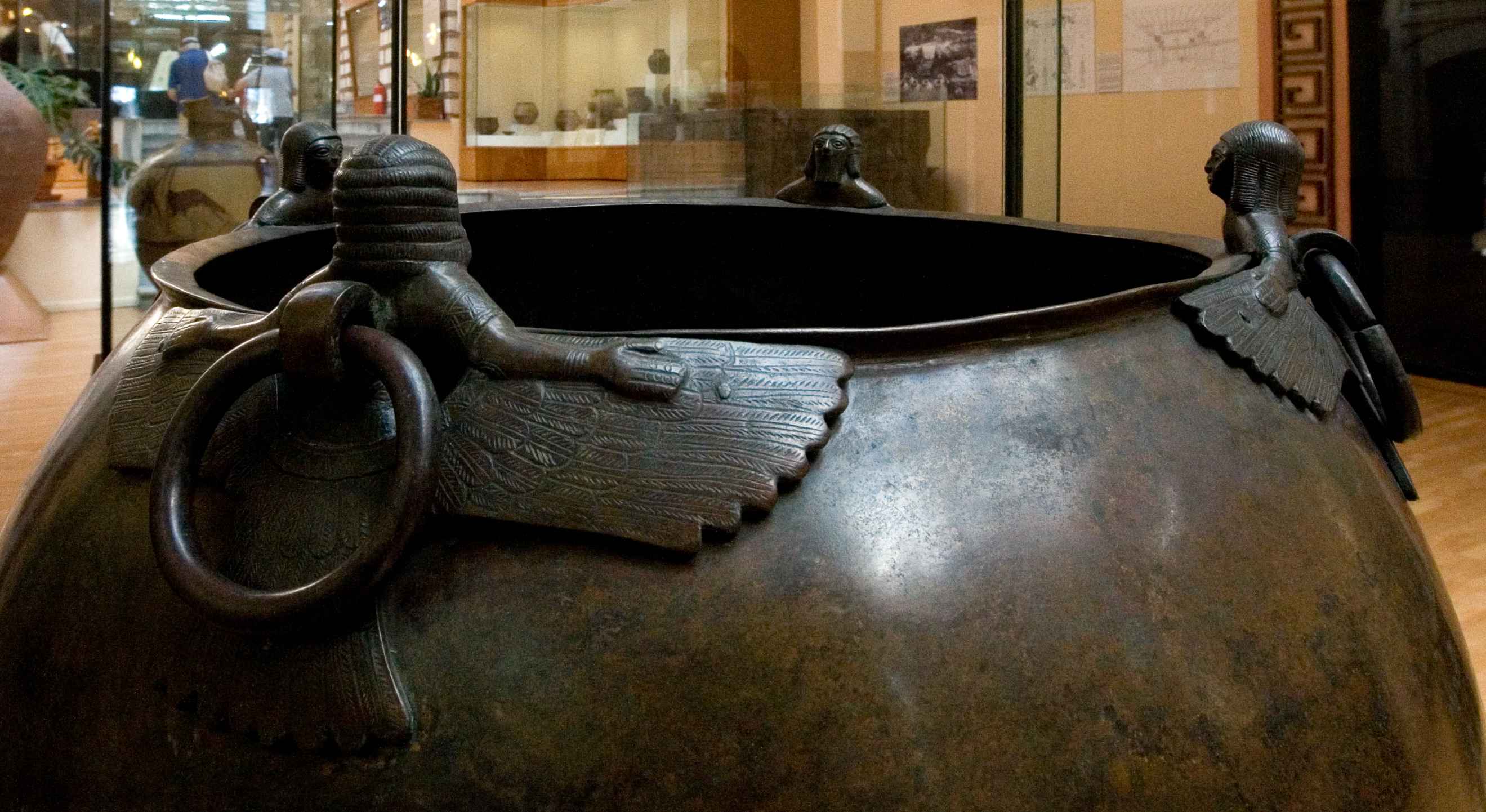
Détail des attaches du chaudron d'Altintepe, musée des civilisations anatoliennes d'Ankara.
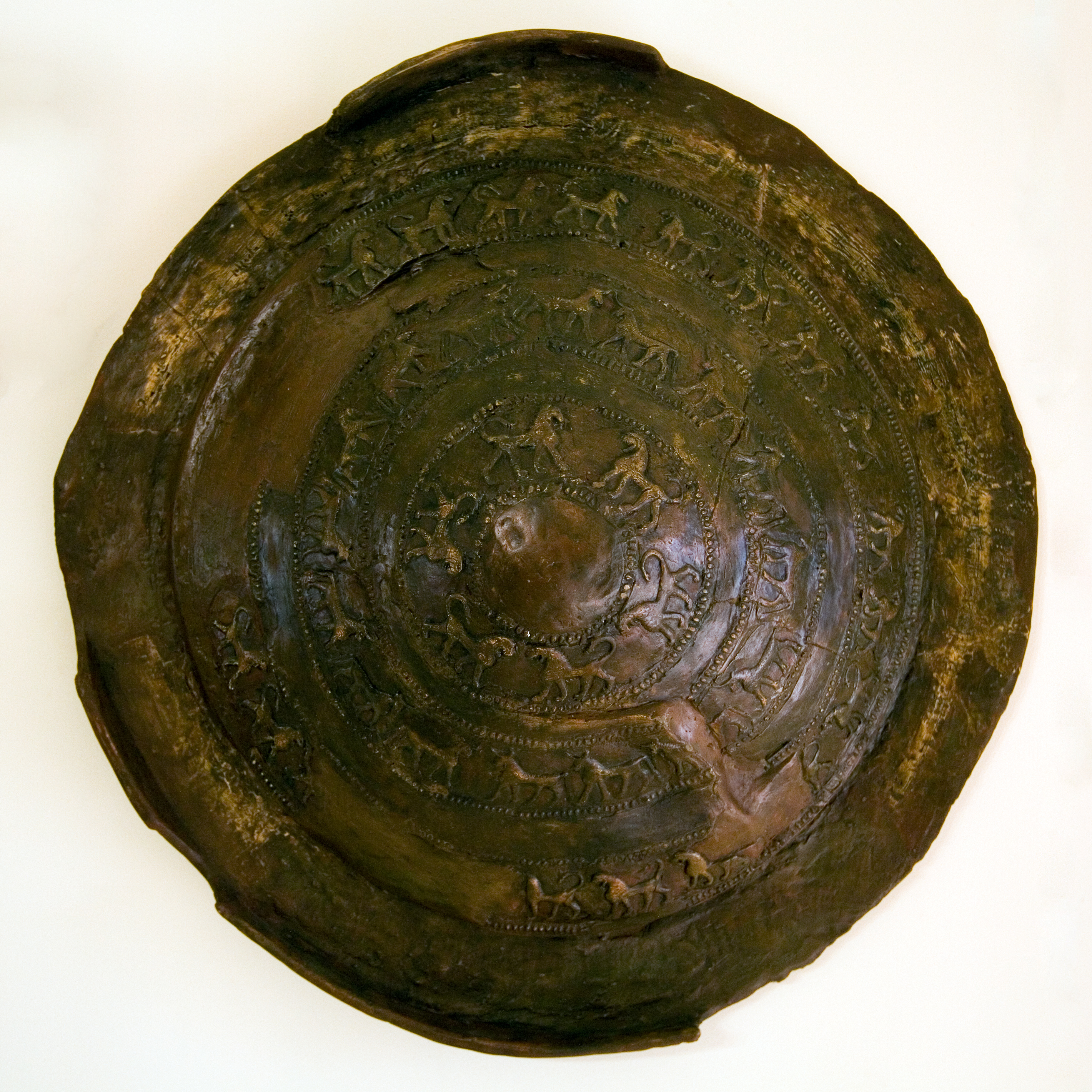
Bouclier en bronze de Sarduri II, musée d'histoire de l'Arménie d'Erevan.
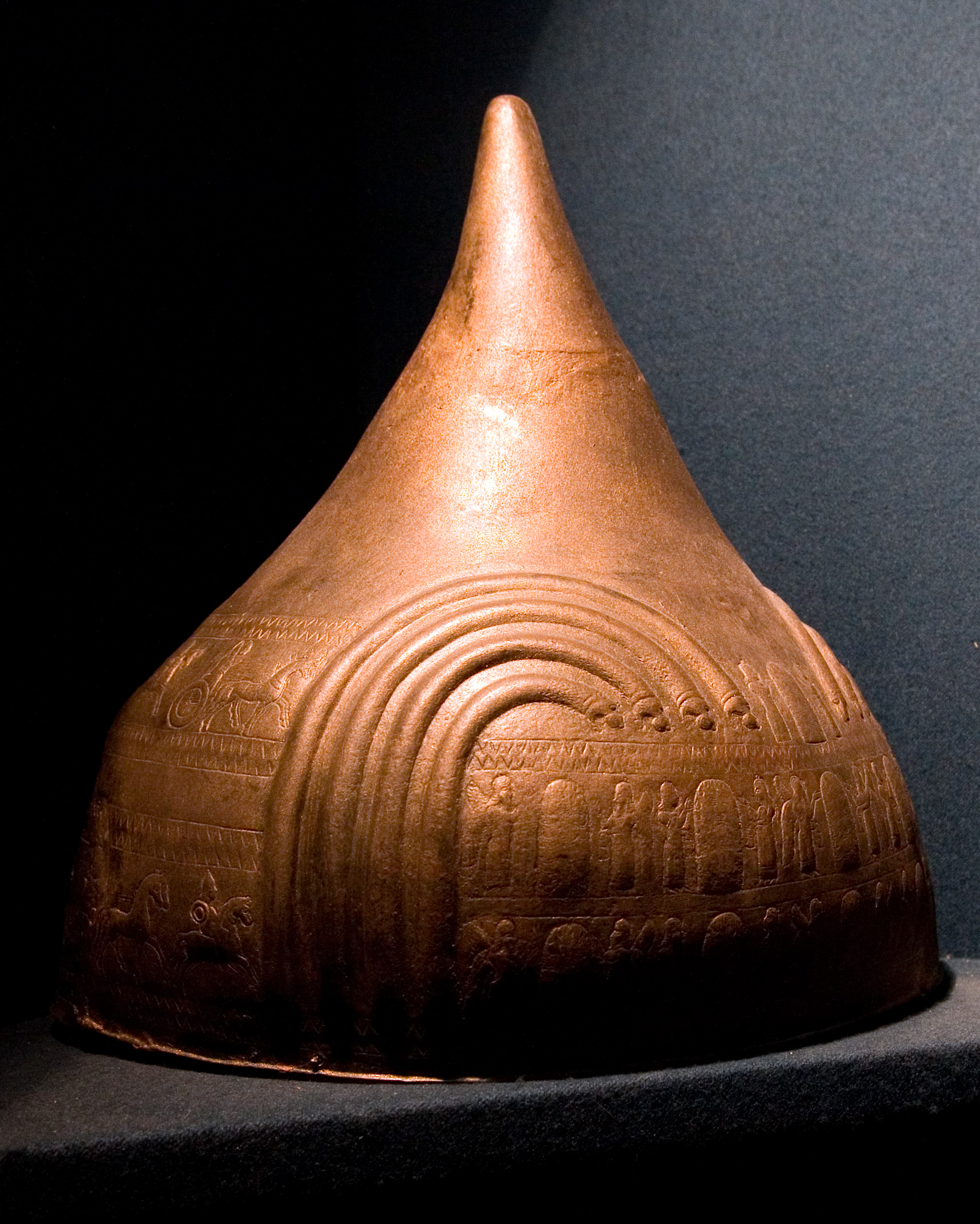
Casque en bronze de Sarduri II, musée d'histoire de l'Arménie d'Erevan.
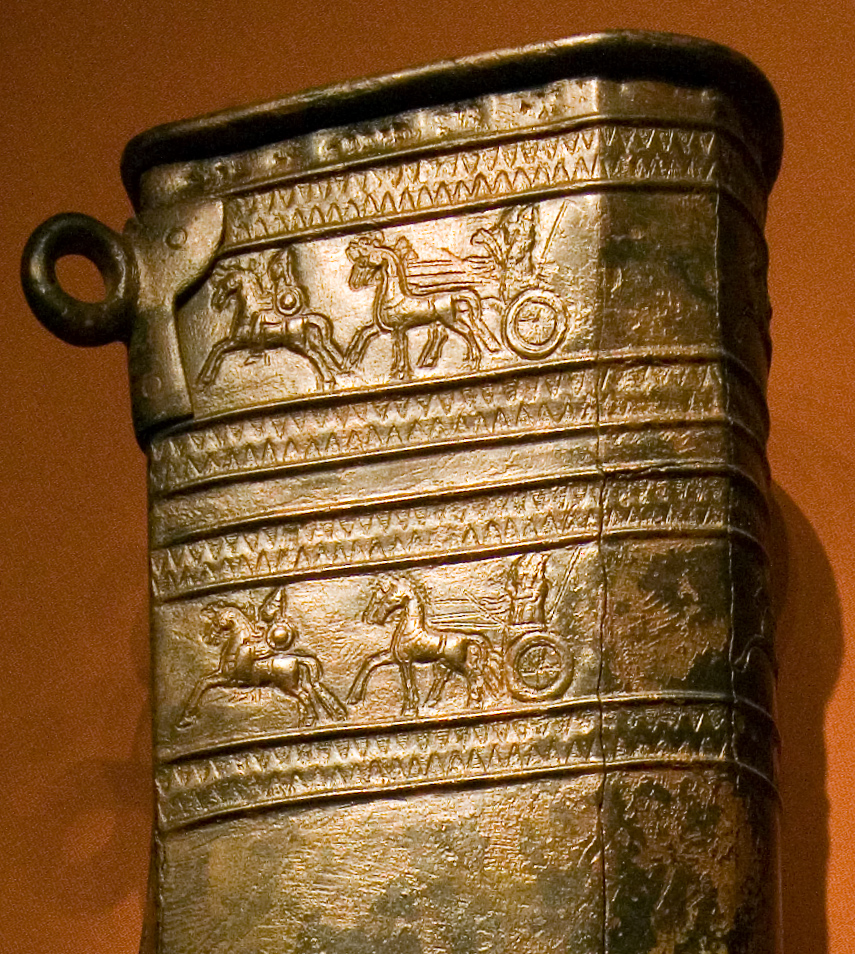
Haut d'un carquois en bronze de Sarduri II gravé de frises représentant le roi sur son char, musée de l'Ermitage, Saint-Pétersbourg.
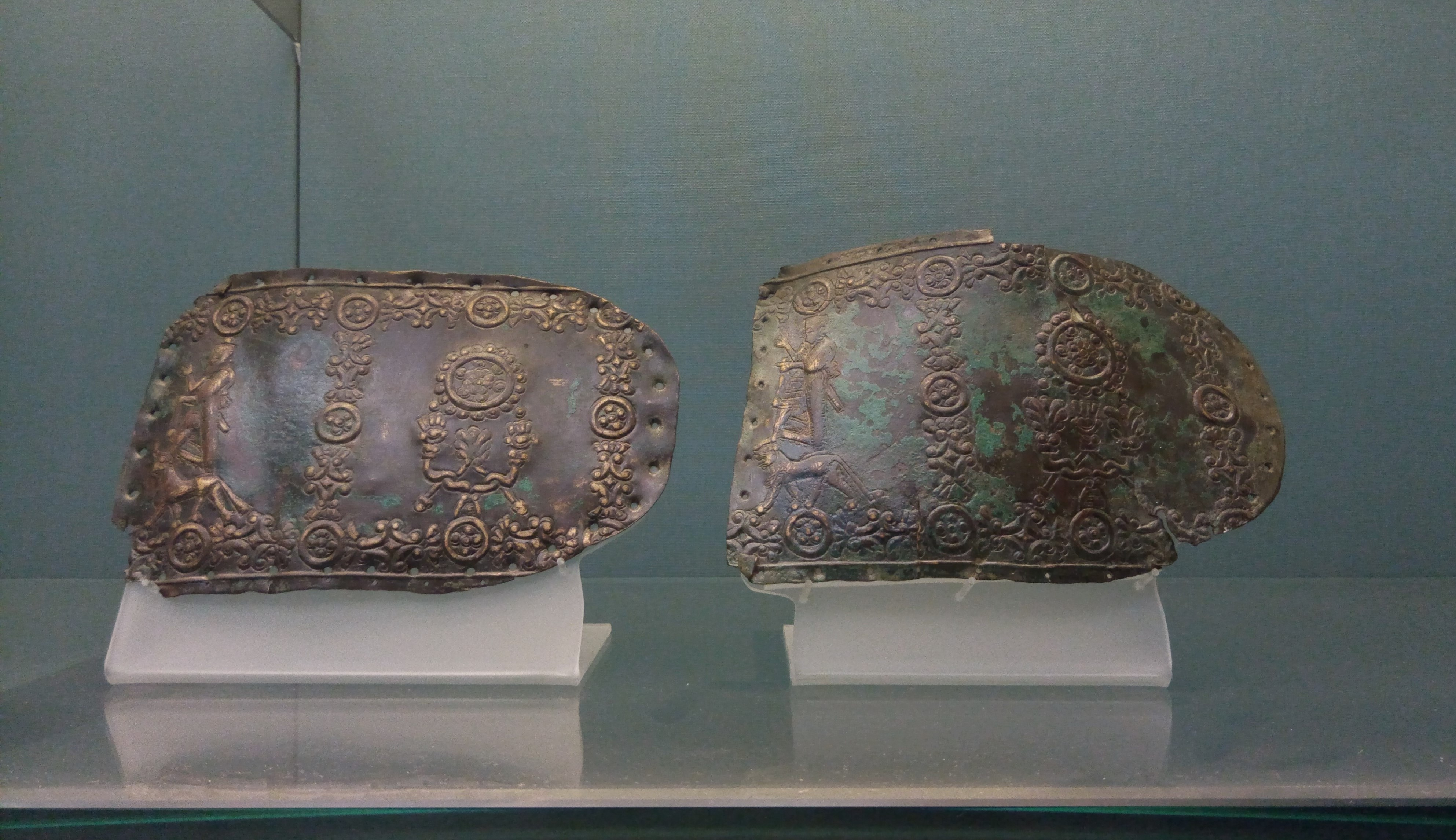
Fragments de ceinture en bronze gravés de divinités sur animaux, disques et arbres stylisés. British Museum.

### Ivoire
Les artisans urartéens se sont également illustrés sur le travail de l'ivoire, très finement réalisé. À Altintepe, on a ainsi retrouvé des éléments de meuble, représentant des lions, cerfs, griffons, ou encore des visages humains. Deux petits génies ailés à tête d'aigle d'inspiration assyrienne montrent bien la qualité de ces réalisations. Une statuette de déesse nue a été exhumée à Toprakkale. Souvent les pièces en ivoire ne sont à l'origine que des parties d'une œuvre plus importante, dans laquelle elles étaient incrustées, mais qui ne nous est pas parvenue.

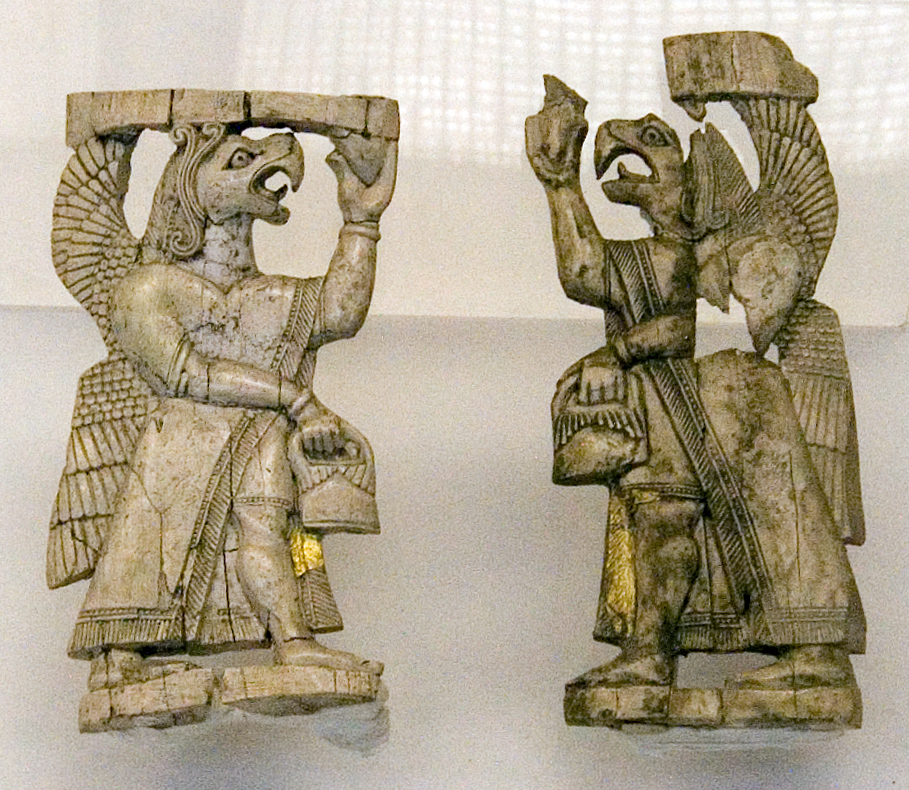
Génies à tête de rapace sculptés dans de l'ivoire, musée des civilisations anatoliennes d'Ankara.
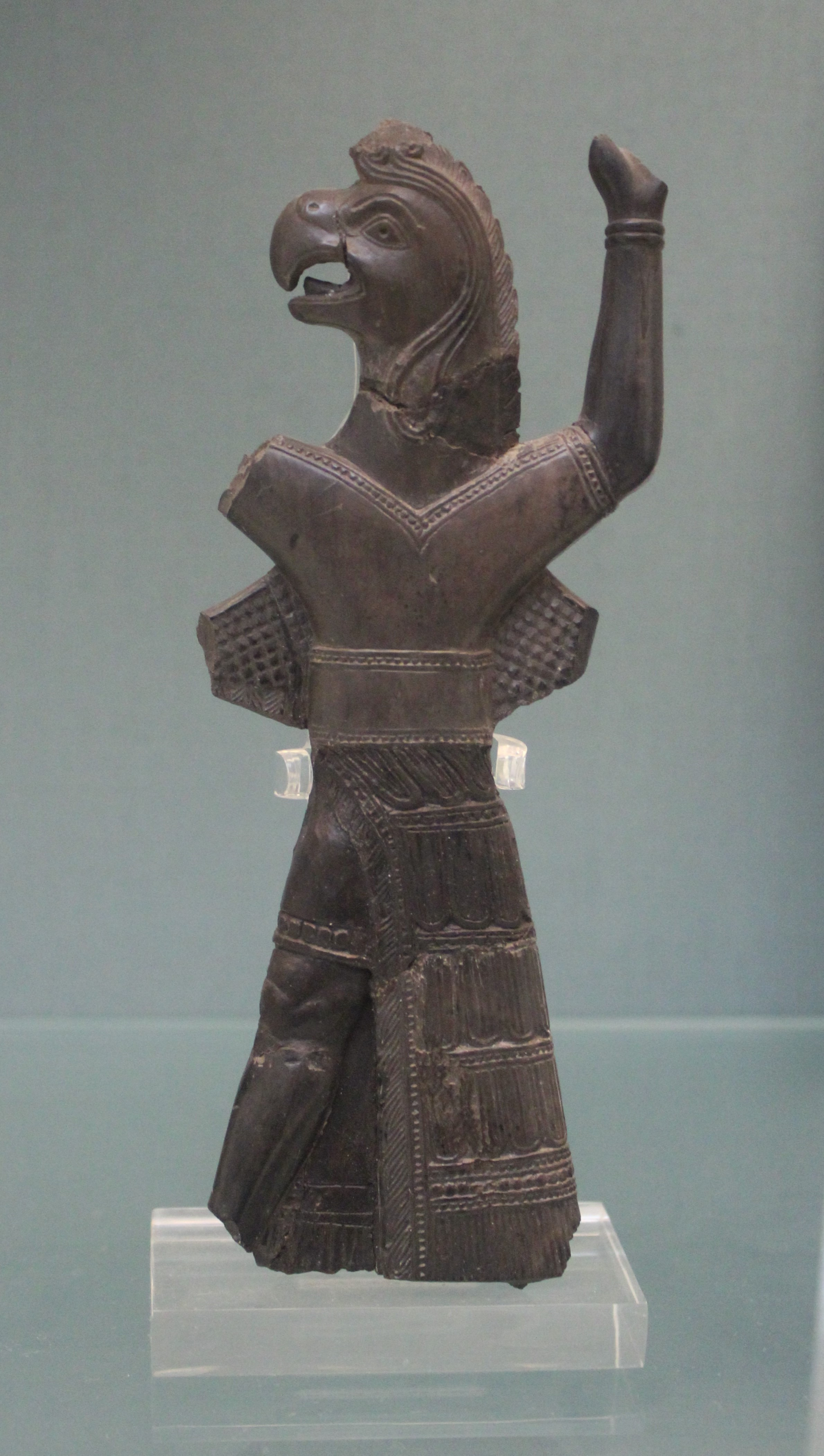
Génie à tête de rapace sculpté dans de l'ivoire noirci. Toprakkale, British Museum.

### Glyptique
Les Urartéens employaient des sceaux-cylindres mais aussi des sceaux-cachets de différentes formes (cylindriques, à plusieurs faces, coniques, zoomorphes, bagues, etc.), avec des combinaisons de scaux-cylindres et cachets (la base du sceau-cylindre étant également gravée pour servir aussi de cachet). Ils les taillaient surtout dans des pierres dures (stéatite, calcédoine, onyx, etc.). Peu d'exemples de ces objets ou de leurs empreintes ont été découverts, seules les sites de Karmir Blur et Bastam en ayant fourni une quantité appréciable. Des tentatives ont été faites de regrouper les différents types de sceaux (distingués par la forme ou l'imagerie) en catégories suivant les personnes qui les utilisaient et leur contexte d'utilisation. Le roi Rusa II disposait de deux sceaux (sceau-cylindre et cachet), connus par de nombreuses empreintes : le roi est suivi d'un serviteur portant un parasol, et devant lui se trouvent un lion et un trident symbole de la royauté. D'autres sceaux de dignitaires (notamment ceux à plusieurs faces) comportent des scènes avec des génies ou êtres hybrides, représentant des scènes à caractère mythologique ou rituel, et semblent avoir été utilisés pour des besoins cultuels. Les sceaux des dignitaires de la cour sont plutôt des sceaux-cylindres et des sceaux-cachets cylindriques, dont les représentations sont influencées par des thématiques assyriennes. Les sceaux vus comme appartenant à un milieu plus modeste, portant rarement des inscriptions, sont des sceaux-cachets représentant des animaux et des êtres hybrides,.

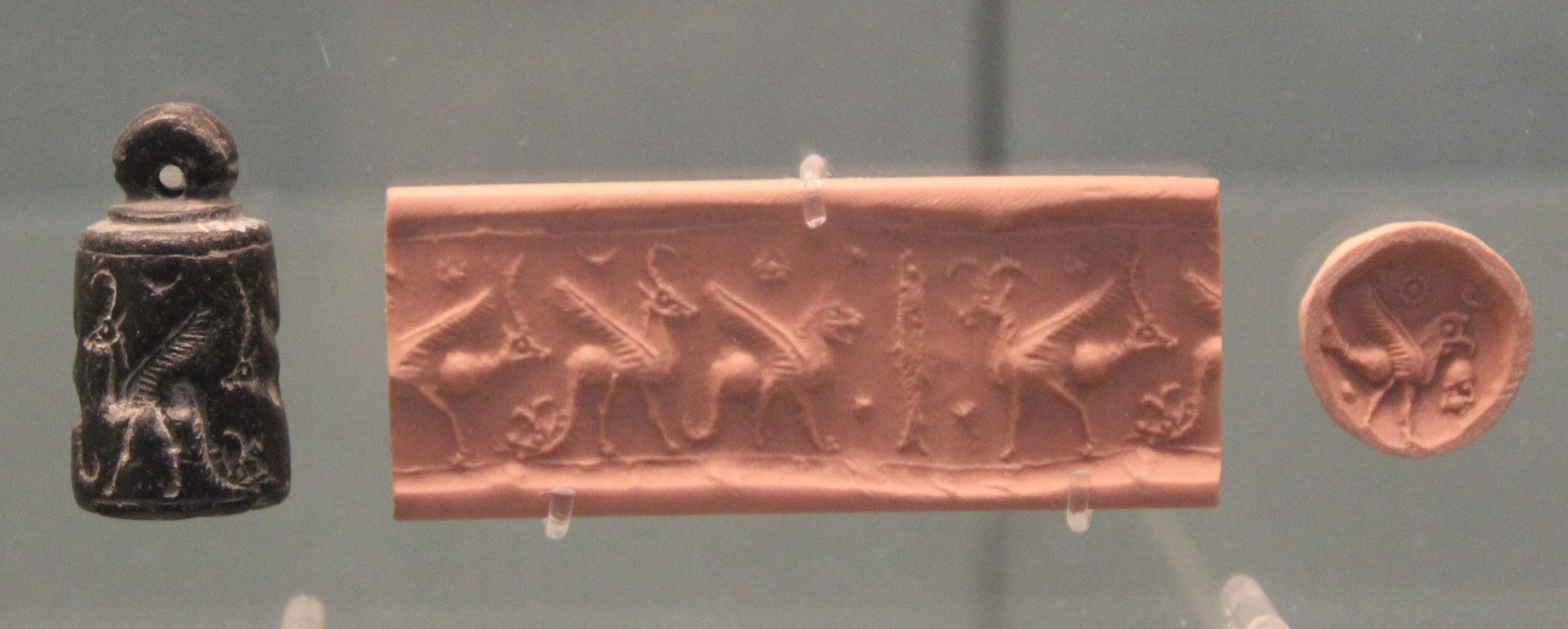
Sceau cylindre et cachet figurant des poissons et des monstres. VIIIe – VIIe siècle av. J.-C. British Museum.

### Peinture
Des fragments de peintures murales ont été retrouvés sur les sites d'Arin Berd, Altintepe, Karmir Blur, Çavuştepe et d'autres, illustrant le fait que cette forme d'art devait être très employée dans les citadelles urartéennes, notamment dans les salles à colonnes, même s'il n'en reste plus grand chose aujourd'hui. La peinture avait l'avantage sur le bas-relief d'être moins coûteuse et plus rapide. Les couleurs dominantes sont le rouge, le bleu, le noir et le blanc. De par leur préservation fragmentaire, les décors sont difficiles à interpréter. Ils représentent souvent des animaux (lions, taureaux, mais aussi un veau et un cheval noir), des hybrides, des arbres sacrés, ou encore des motifs géométriques et floraux encadrant les scènes. Des fragments de peintures d'Arin Berd semblent représenter des divinités, peut-être le grand dieu Haldi en personne.

Fragments de peintures murales d'Erebouni/Arin Berd, musée Erebouni.
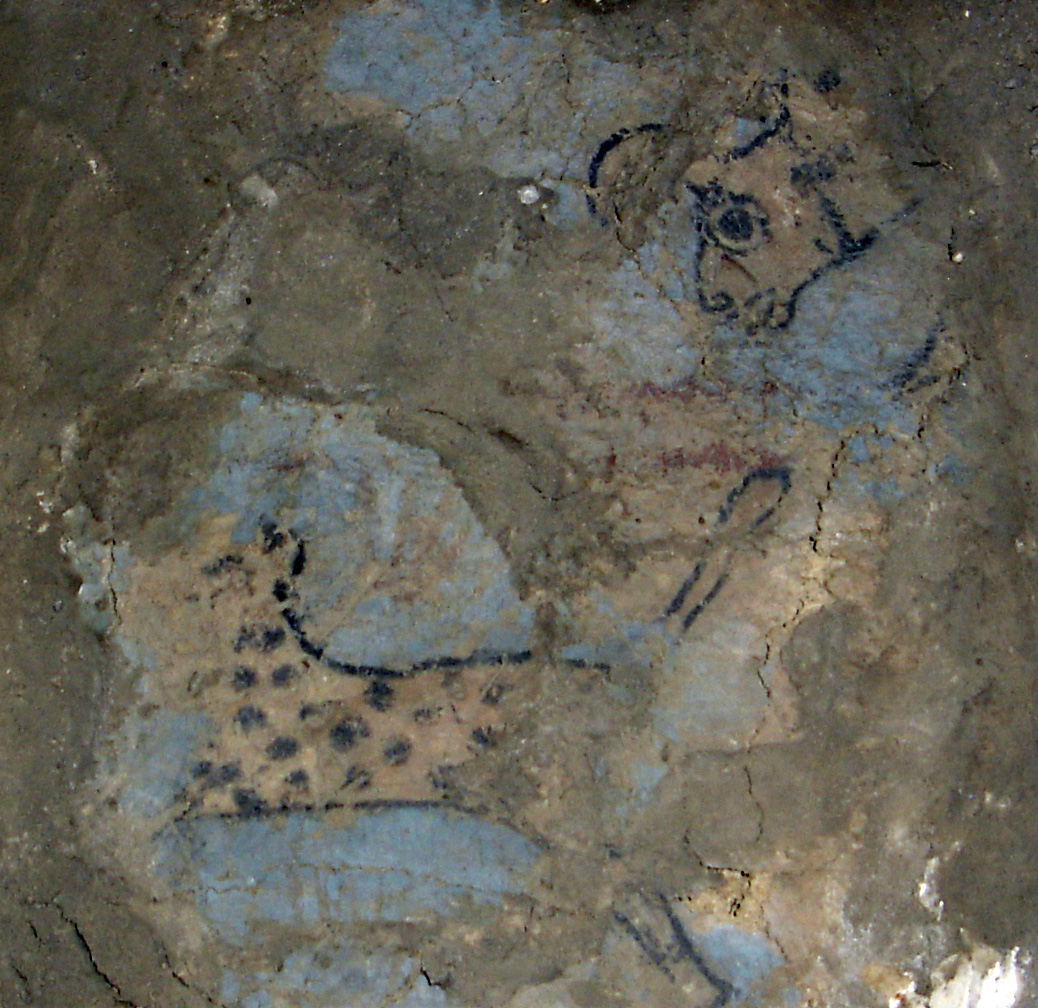
Félin et taureau.
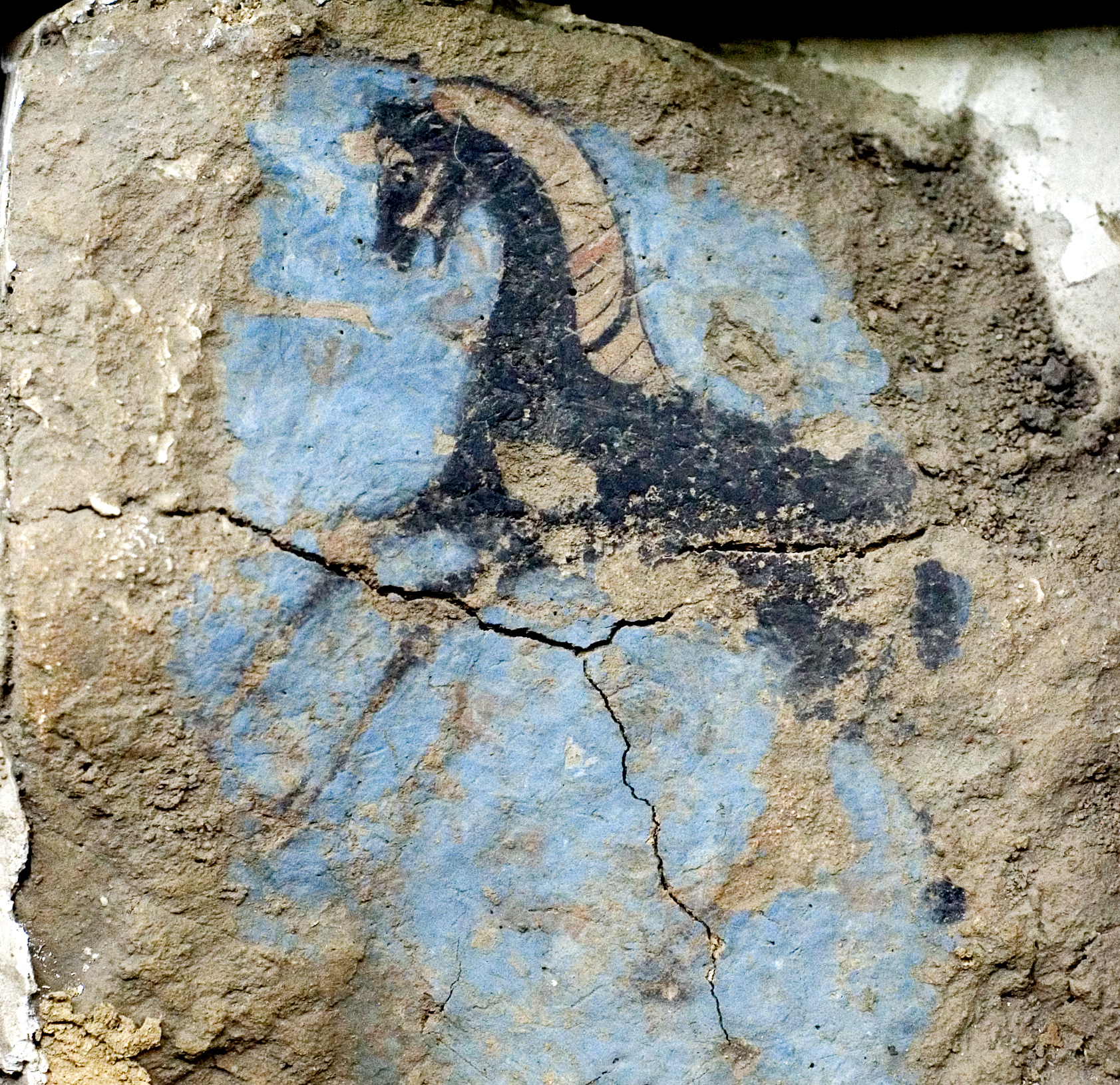
Cheval noir.
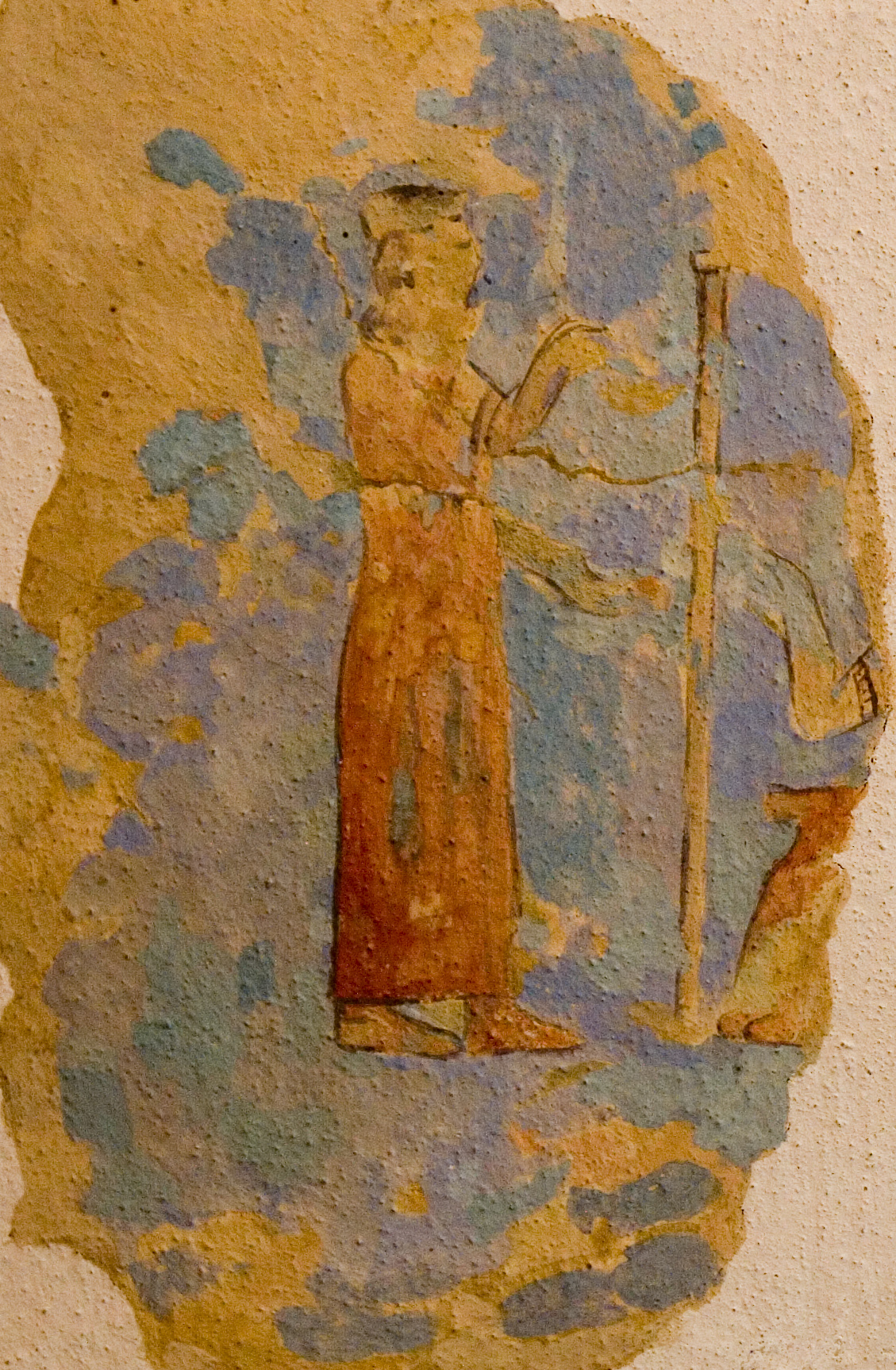
Personnage en position rituelle, ou divinité.
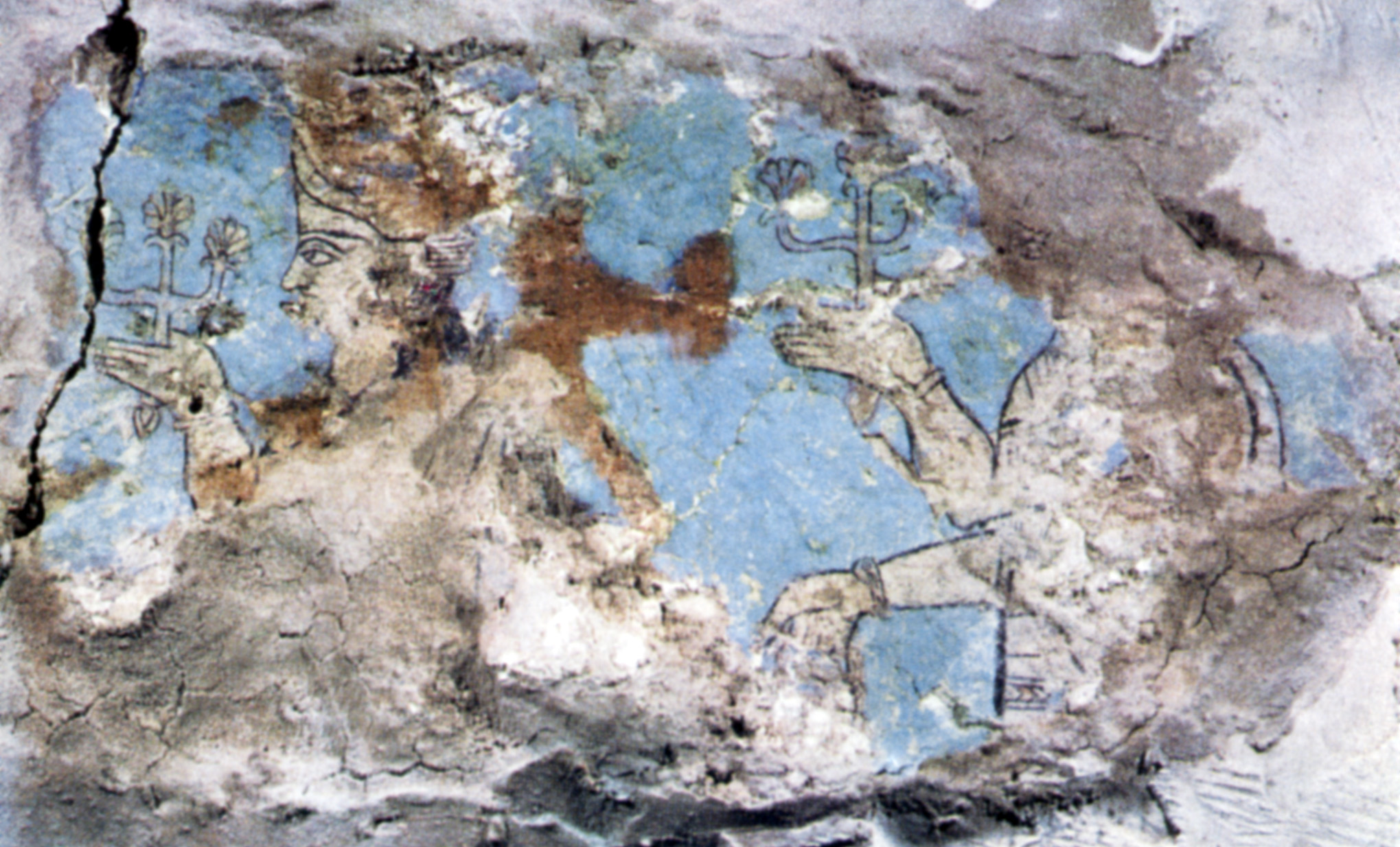
Scène rituelle, avec au moins une divinité caractérisée par une tiare à cornes.

## Religion

### Les dieux des rois urartéens

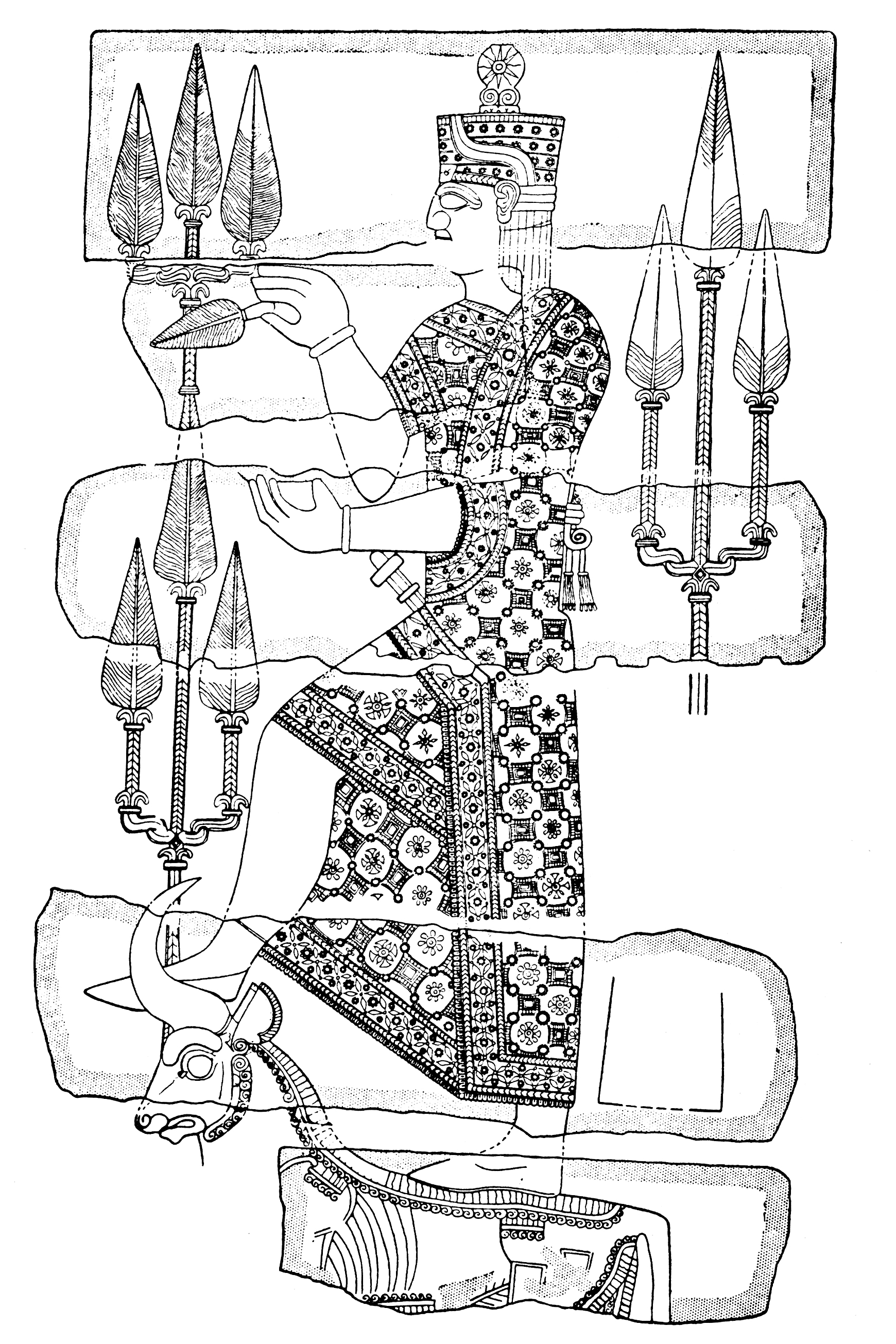
Dessin du bas-relief d'Adilcevaz (Kef Kalesi) représentant sans doute Teisheba sur son animal-symbole, le taureau.

Les grandes divinités honorées par les rois de l'Urartu dans le cadre du culte officiel apparaissent dans l'inscription retrouvée sur le rocher de Meher Kapisi, réalisée sur l'ordre d'Ishpuini et de son fils Menua, qui décrit les offrandes (animaux surtout, mais on sait que des armes leur étaient souvent vouées) à faire à 70 divinités et le calendrier à suivre. Les premières et mieux pourvues sont les trois grandes divinités du royaume : Haldi, Chivini et Teisheba. Haldi, dieu originaire du pays de Musasir, devient à partir du règne d'Ishpuini le patron du royaume, et prend un caractère martial qui le rapproche du rôle d'Assur en Assyrie, qui a manifestement inspiré sa place en Urartu. Sur l'inscription de Meher Kapisi, il dispose d'une vingtaine d'hypostases symbolisant ses qualités. Sa parèdre est la déesse Arubani ou Bagbarti (it). C'est en son nom que sont accomplies les conquêtes, et c'est à son soutien que le roi attribue ses victoires. Son temple principal de Musasir est pourvu en riches offrandes par le roi, ce qui explique les nombreuses richesses que les Assyriens y trouvèrent au moment de son pillage en 714 av. J.-C. Il dispose également de lieux de culte dans les citadelles urartéennes. Il n'est plus attesté par la suite, ce qui indique que son émergence est entièrement dépendante de la royauté urartéenne, et qu'il n'a pas forcément eu de succès dans la population. Les deux autres divinités majeures sont quant à elles communes au panthéon hourrite, et ont donc un ancrage plus ancien. Le dieu Teisheba, équivalent du hourrite Teshub, est le dieu de l'Orage, dont l'animal attribut est le taureau. C'est traditionnellement la divinité la plus importante des royaumes syro-anatoliens. C'est sans doute lui qui est représenté montant un taureau sur le relief fragmentaire d'Adilcevaz. Shiwini est quant à lui le dieu-soleil, équivalent du hourrite Shimigi et du mésopotamien Shamash ; sa parèdre Tushpuea est la déesse de l'aube et de la cité de Tushpa.

### Les lieux de culte

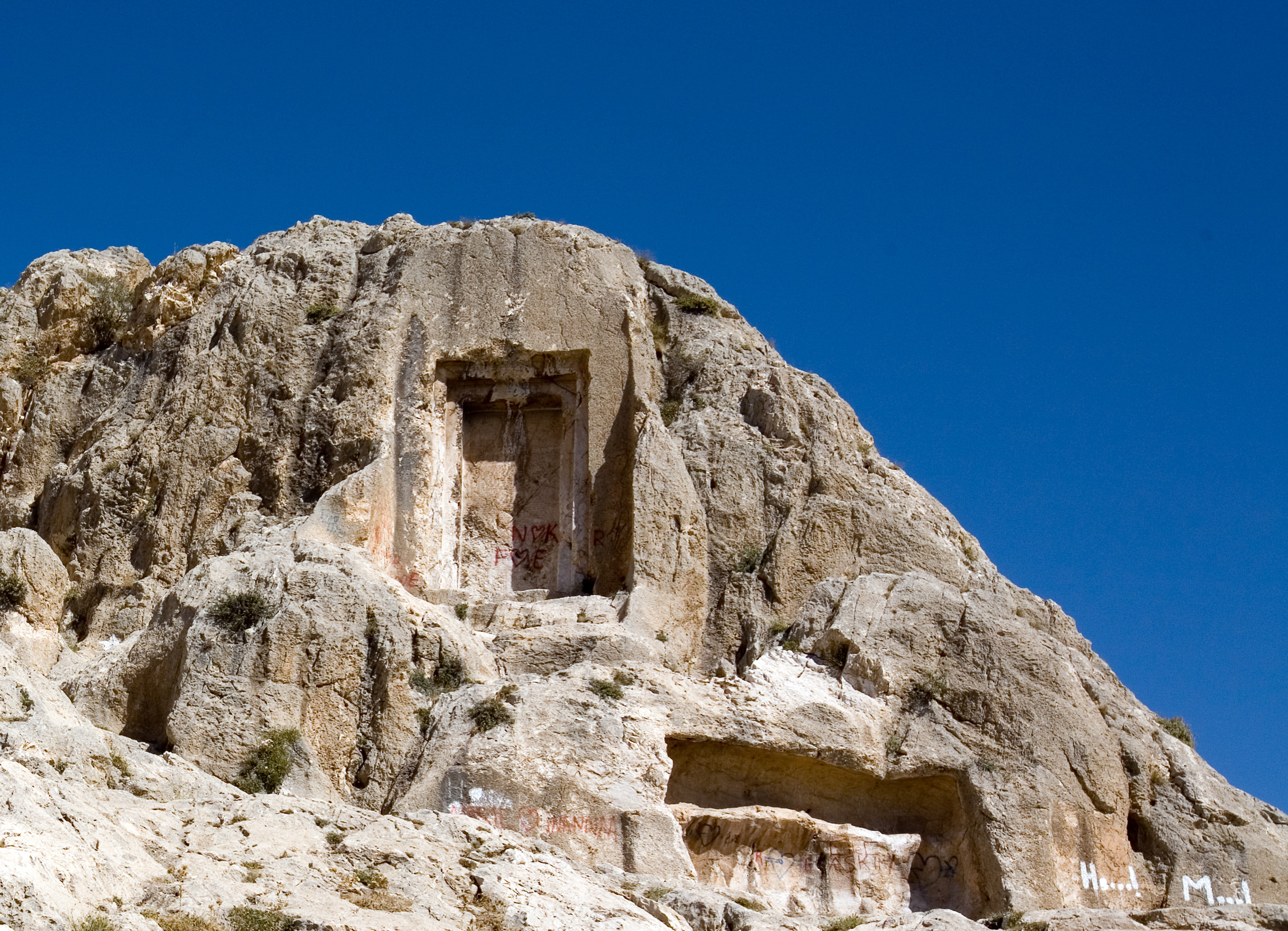
Le sanctuaire rupestre de Meher Kapisi.

Les temples urartéens, généralement désignés par le terme susi (qui est aussi parfois utilisé pour les sanctuaires en plein air) se retrouvent suivant une forme stéréotypée sur la plupart des grandes forteresses et sont caractéristiques de la religion de l'Urartu. Ils se remarquent par leur base carrée et leurs murs épais, en pierre dure, avec des contreforts carrés aux angles, visant à supporter un édifice élevé qui avait l'aspect d'une tour. Ils étaient constitués d'une seule cella de plan quadrangulaire. On n'a retrouvé que leur base, les murs supérieurs bâtis en brique crue ayant généralement disparu. Par exemple, le temple du dieu Haldi à Altintepe était situé au centre d'une cour entourée par des galeries de colonnes en bois. Sa cella, ceinte par un mur de pierre épais, a une largeur au sol de 13,80 mètres, avec des murs épais de 4,35 mètres, ce qui laisse 5,20 mètres d'espace pour la cella. Ses bords étaient occupés par des banquettes, un podium occupe le fond en face de l'entrée, tandis qu'un autel fait face à cette dernière à l'extérieur. Y ont été retrouvées de nombreuses armes offertes à Haldi : fers de lance, sceptres, masses d'armes, casques, boucliers. Elles étaient probablement accrochés au mur, comme on le voit dans la représentation du temple de Musasir que donne un bas-relief assyrien commémorant le pillage de celui-ci. L'exiguïté de l'espace intérieur pourrait indiquer que beaucoup de rituels se déroulaient en dehors du temple.
Les dieux sont aussi vénérés dans des sanctuaires en plein air, dans des niches taillées dans la roche, très courants dans l'Arménie antique pré-chrétienne. Le sanctuaire rupestre de Meher Kapisi (la « Porte de Meher », sans doute Mithra), près de Van Kalesi, datant de la fin du IXe siècle av. J.-C., est ainsi constitué de deux niches taillées dans la roche, une première plus vaste, surplombant la seconde, qui donne sur une plate-forme artificielle servant sans doute à l'accomplissement des rituels. C'est sur le mur de la grande niche qu'a été gravée l'inscription évoquée plus haut si précieuse pour la connaissance de la religion officielle. D'autres sanctuaires de même type ont été identifiés sur d'autres sites,.

## Sépultures
Les sépultures les mieux connues sont celles des élites, qui pratiquaient avant tout l'inhumation, mais les fouilles récentes de cimetières moins riches ont montré que la crémation était répandue parmi le peuple. Les tombes les plus courantes semblent être des inhumations simples et des tombes à jarres renfermant les restes de personnes incinérées, mais les pratiques sont variées, reflétant sans doute la diversité ethnique du royaume. De nombreuses tombes rupestres, destinées sans doute à une frange plus riche de la population disposant de charges importantes dans l'administration, ont été mises au jour sur des sites urartéens, témoignant de la prédilection de ce peuple pour l'architecture taillée dans la roche. Cinq complexes rupestres creusés dans le rocher de Van ont pu être identifiés comme des tombes royales. Celui comportant une inscription d'Argishti Ier à l'entrée était vraisemblablement son mausolée. Ces tombeaux étaient constitués de plusieurs chambres, dont des chambres centrales plus vastes, attestant sans doute d'un culte funéraire. Cela se retrouve dans des tombes rupestres sur d'autres sites, avec plusieurs pièces creusées dans la roche, et accessibles par un couloir dont l'entrée par l'extérieur était fermée après l'inhumation. Des tombes retrouvées à Altintepe avaient une structure similaire, mais étaient maçonnées et non creusées dans un rocher. Ces tombes riches disposaient d'offrandes funéraires riches (bijoux, armes, équipement militaire, vaisselle en métal, etc.), mais elles ont souvent été pillées.

## Langues et écritures

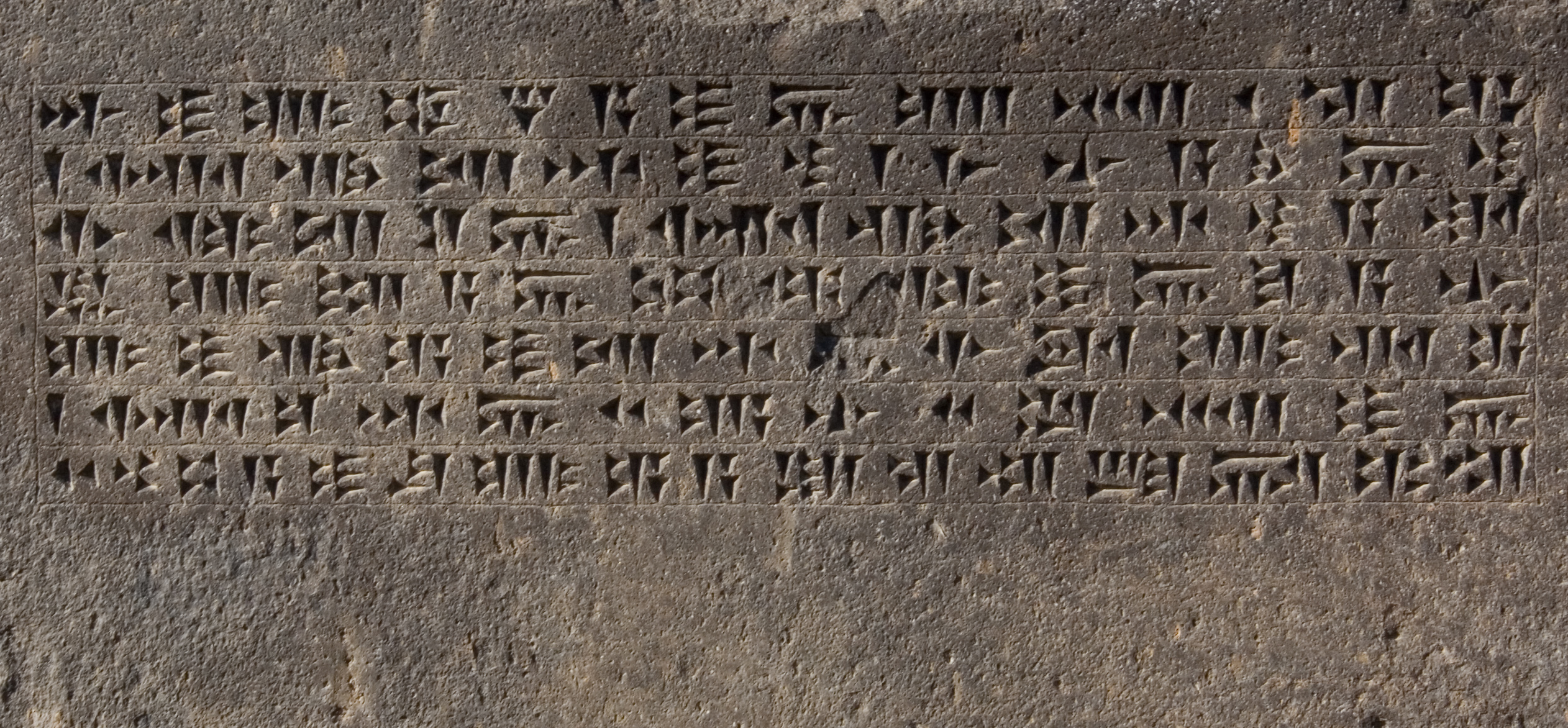
Inscription royale d'Argishti Ier gravée sur roche en signes cunéiformes, musée Erebouni.

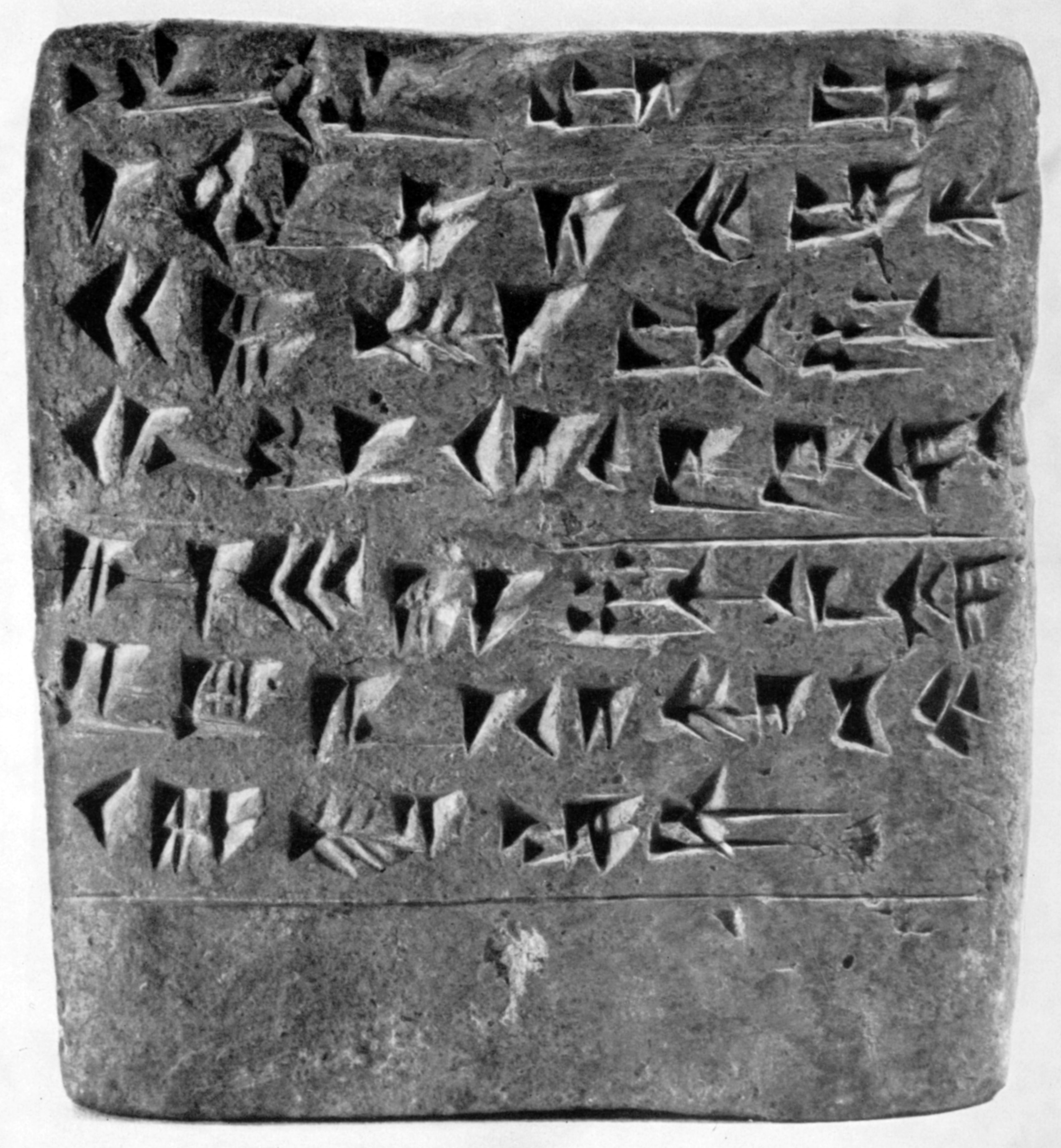
Tablette inscrite en urartéen cunéiforme, règne de Sarduri III (milieu), Karmir Blur.

### La langue urartéenne
L'urartéen est une langue appartenant au même rameau linguistique que le hourrite, et peut-être à d'autres langues parlées à l'origine dans la Transcaucasie orientale. Le proto-langage qui est l'ancêtre commun au hourrite et à l'urartéen doit remonter au IIIe millénaire av. J.-C., car la séparation des deux langues se fait au plus tard vers 2000 av. J.-C. L'urartéen a pu être traduit dans un premier temps par l'allemand Johannes Friedrich dans les années 1930 grâce à des inscriptions royales bilingues urartéen-assyrien. D'autres ont complété ses travaux par la suite. Cependant, les textes écrits dans cette langue qui sont connus n'emploient pas suffisamment de termes ni de formes grammaticales pour qu'on puisse avoir une bonne connaissance de cette langue dans son ensemble, car ils sont d'un type uniforme, celui des inscriptions commémorant les hauts faits des rois, essentiellement militaires, ce qui limite le lexique connu à environ 300 mots. Les verbes ne sont connus qu'à la première personne du singulier et à la troisième personne au singulier et au pluriel, qui sont les seules à apparaître dans ces inscriptions se présentant comme des discours des souverains. Si l'on s'en tient aux généralités, l'urartéen est une langue agglutinante, où les noms et les verbes se déclinent et se conjuguent par l'adjonction à une racine de base de divers suffixes (pas de préfixes en urartéen) marquant le cas nominal ou bien les modes et les personnes pour les verbes. C'est aussi une langue à ergativité, utilisant un cas grammatical (l'ergatif) pour exprimer le sujet d'un verbe transitif. La syntaxe est en général de structure sujet-objet-verbe (SOV).

### L'écriture cunéiforme
Pour transcrire leur langue, les Urartéens utilisent l'écriture cunéiforme, en s'inspirant de sa forme néo-assyrienne. Les premières inscriptions royales connues sont d'ailleurs écrites en langue akkadienne, dans sa variante assyrienne, avant que l'urartéen ne se généralise. Le gros du corpus connu consiste en des inscriptions royales célébrant des victoires militaires, ou bien des constructions et le culte officiel. Quelques tablettes d'argile administratives ont été exhumées dans les forteresses construites par Rusa II au VIIe siècle av. J.-C., ainsi que de nombreuses bulles d'argile portant quelques inscriptions ou des marques de sceaux, ce qui peut résulter d'un changement dans les pratiques administratives ayant lieu à cette période et encore en pratique sous les rois suivants. Les scribes urartéens n'utilisèrent jamais beaucoup de signes, leur corpus dépassant à peine la centaine. Les signes avaient essentiellement des valeurs phonétiques (phonogrammes), marquant des syllabes (syllabogrammes). Pour préciser le sens de certains mots ou en abrégé, des logogrammes (un signe = un mot) étaient employés, mais peu souvent. On parle aussi de « sumérogrammes », car ces signes sont un héritage du sumérien cunéiforme, premier langage à avoir été noté dans ce type d'écriture.

### Les hiéroglyphes urartéens
Les Urartéens ont aussi utilisé deux types d'écritures à base de pictogrammes, qualifiées de « hiéroglyphiques », l'une d'elles étant manifestement inspirée des hiéroglyphes hittites utilisés pour marquer la langue des Louvites en Anatolie entre la fin du IIe millénaire av. J.-C. et le début du Ier millénaire av. J.-C. Elle a d'ailleurs été retrouvée à proximité des régions louvites, à Altintepe, et les seuls signes connus sont inscrits sur des contenants dont ils devaient indiquer la capacité. L'autre forme de hiéroglyphes est connue surtout par deux courtes inscriptions, une sur une tablette de Toprakkale et une autre sur une plaque de bronze de provenance inconnue. Elle n'a pu être déchiffrée.

## Liste des rois d'Urartu
La datation est approximative.
- Arame
- Sarduri Ier (840/32 à 830/25 av. J.-C.).
- Ishpuini (830/25 à 810/05 av. J.-C.).
  - Corégence d'Ishpuini et de Menua (une dizaine d'années).
- Menua (810/805 à 788/6 av. J.-C.).
- Argishti Ier (787/6 à 766/4 av. J.-C.).
- Sarduri II (766/4 à 735/2 av. J.-C.).
- Rusa Ier (735/2 à 714 av. J.-C.).
- Argishti II (714/3 à 685/79 av. J.-C.).
- Rusa II (685/79 à 655/45 av. J.-C.).

Derniers rois, c. seconde moitié du VIe siècle av. J.-C. : situation confuse
- Erimena ? (n'a sans doute pas régné)
- Rusa III fils d'Erimena
- Rusa IV ?
- Sarduri III ?
- Sarduri IV ?

## Sites archéologiques
- Tushpa (Van Kalesi)
- Erebouni (Arin Berd)
- Teishebani (Karmir Blur)
- Toprakkale
- Altintepe
- Bastam
- Ayanis

### Proche-Orient ancien
- Paul Garelli et André Lemaire, Le Proche-Orient asiatique, tome 2 : Les empires mésopotamiens, Israël, Paris, Presses universitaires de France, coll. « La Nouvelle Clio », 2001
- Jean-Louis Huot, Une archéologie des peuples du Proche-Orient, tome II, Des hommes des Palais aux sujets des premiers empires (IIe-Ier millénaire av. J-C), Paris, Errances, 2004

### Articles de synthèse sur l'Urartu
- Mirjo Salvini, « L'Urartu », dans Bernard Holtzmann (dir.), L'Art de l'Antiquité, 2. l'Égypte et le Proche-Orient, Paris, Gallimard : Réunion des Musées nationaux, coll. « Manuels d'histoire de l'art », 1997, p. 320-351
- Charles Burney, « Avant les Arméniens : les Ourartéens, guerriers et bâtisseurs », dans Gérard Dédéyan (dir.), Histoire du peuple arménien, Toulouse, Privat, 2007, p. 67-99
- (en) Alina Ayvazian, « The Urartian Empire », dans Daniel T. Potts (dir.), A Companion to the Archaeology of the Ancient Near East, Malden et Oxford, Blackwell Publishers, coll. « Blackwell companions to the ancient world », 2012, p. 877-895
- (de) Mirjo Salvini, « Urarṭu. A. Philologisch », dans Reallexikon der Assyriologie und Vorderasiatischen Archäologie, vol. XIV, 2015, p. 389-394
- (en) Paul Zimansky, « Urarṭu. B. Archäologisch », dans Reallexikon der Assyriologie und Vorderasiatischen Archäologie, vol. XIV, 2015, p. 394-398
- (en) Ursula Seidl, « Urarṭu. C. Bildkunst. », dans Reallexikon der Assyriologie und Vorderasiatischen Archäologie, vol. XIV, 2015, p. 398-401
- (en) Mirjo Salvini, « Urarṭu », dans Bruno Jacobs et Robert Rollinger (dir.), A Companion to the Achaemenid Persian Empire, Hoboken, Wiley Blackwell, 2021, p. 351-363.
- (en) Yervand Grekyan, « The Kingdom of Urartu », dans Karen Radner, Nadine Moeller et Daniel T. Potts (dir.), The Oxford History of the Ancient Near East, Volume IV: The Age of Assyria, New York, Oxford University Press, 2023, p. 769-864

### Ouvrages sur l'Urartu
- Boris Piotrovski (trad. A. Metzger), Ourartou, Genève, Nagel, 1969
- (en) Stephan Kroll, Claudia Gruber, Ursula Hellwag, Michael Roaf et Paul Zimansky (dir.), Biainili-Urartu : Proceedings of the Symposium held in Munich 12–14 October 2007, Louvain, Peeters, coll. « Acta Iranica » (no 51), 2012

### Autres
- Au pied du Mont Ararat : Splendeurs de l'Arménie antique, Arles, Éditions du Musée de l'Arles et de la Provence antiques, 2007
- Mirjo Salvini, « Sargon et l'Urartu », dans Annie Caubet (dir.), Khorsabad, le palais de Sargon II, roi d'Assyrie, Paris, La Documentation française, 1995, p. 135-157
- (en) Gernot Wilhelm, « Urartian », dans Roger D. Woodard (dir.), The Ancient Languages of Asia Minor, Cambridge, Cambridge University Press, 2008, p. 105-123